# Bătălia pentru Normandia
Bătălia pentru Normandia a fost purtată în 1944 între forțele germane și forțele Aliaților ca parte a celui de-al Doilea Război Mondial. Numele de cod al invaziei aliate a fost Operațiunea Overlord și s-a desfășurat între 6 iunie – 19 august 1944, când Aliații au traversat Sena, sau, după alți autori, 25 august, când a fost eliberat Parisul. Debarcarea din Normandia rămâne până în zilele noastre cea mai mare operațiune amfibie din istorie, care a implicat participarea a aproape trei milioane de soldați, care au traversat Canalul Mânecii din Anglia în Normandia. Faza inițială a Operațiunii Overlord a purtat numele de cod Operațiunea Neptun. În faza inițială a invaziei, aliații au trebuit să pună ferm piciorul pe continent, obiectiv îndeplinit între 6 – 30 iunie.
Primele forțe aliate care au intrat în luptă în Normandia au fost din Canada, Regatul Unit și Statele Unite. După primul val de invazie, au fost debarcate forțe substanțiale ale Franței Libere și Poloniei plus contingente mai mici din Belgia, Cehoslovacia, Grecia, Țările de Jos și Norvegia.
Invazia din Normandia a început cu acțiunile aeropurtate ale trupelor de parașutiști și ale infanteriei transportate cu planoare și cu atacuri masive ale aviației, artileriei navale, din noaptea de 5/6 iunie. În dimineața zilei de 6 iunie a fost declanșată acțiunea amfibie de debarcare pe plajele Normandiei. Forțele destinate acțiunii au început deplasarea în Ziua Z din porturile de pe coastele sudice ale Angliei, cel mai important dintre ele fiind Portsmouth. Bătălia din Normandia a continuat pentru mai mult de două luni, trecând prin fazele de stabilire, extindere a capetelor de pod și mai apoi de eliberare a teritoriului Normandiei. Aceste acțiuni au dus la închiderea pungii de la Falaise și la eliberarea Parisului la sfârșitul luni august 1944.
Bătălia din Normandia a fost descrisă de Adolf Hitler astfel: „În răsărit, imensitatea spațiilor ne va .... permite o pierdere de teritoriu ... fără ca șansele de supraviețuire ale Germaniei să sufere o lovitură mortală. Nu același lucru se întâmplă în occident! Dacă inamicul va avea succes aici ... vor urma consecințe de proporții uriașe în foarte scurt timp”.

## Preparativele aliate

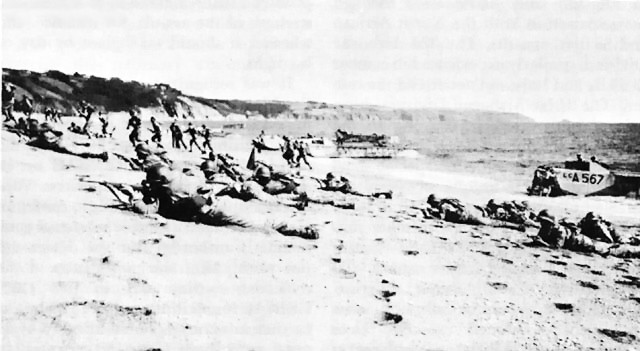
Antrenamente pentru invazie pe o plajă din Anglia.

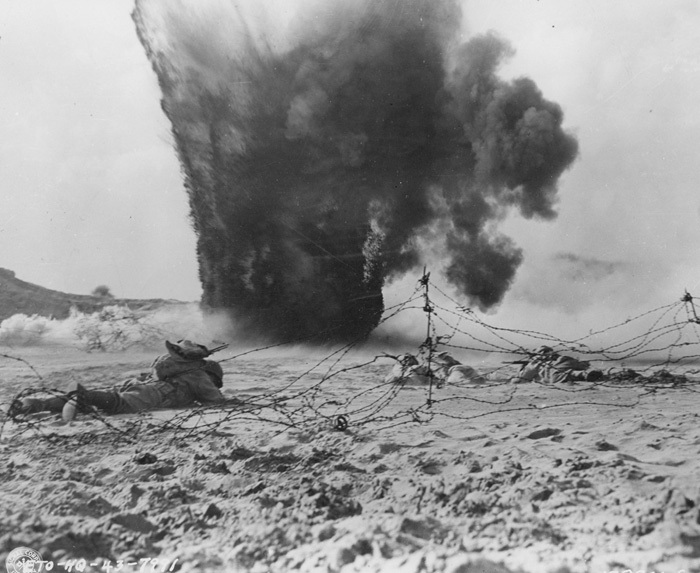
Antrenamente cu muniție de război în Anglia.

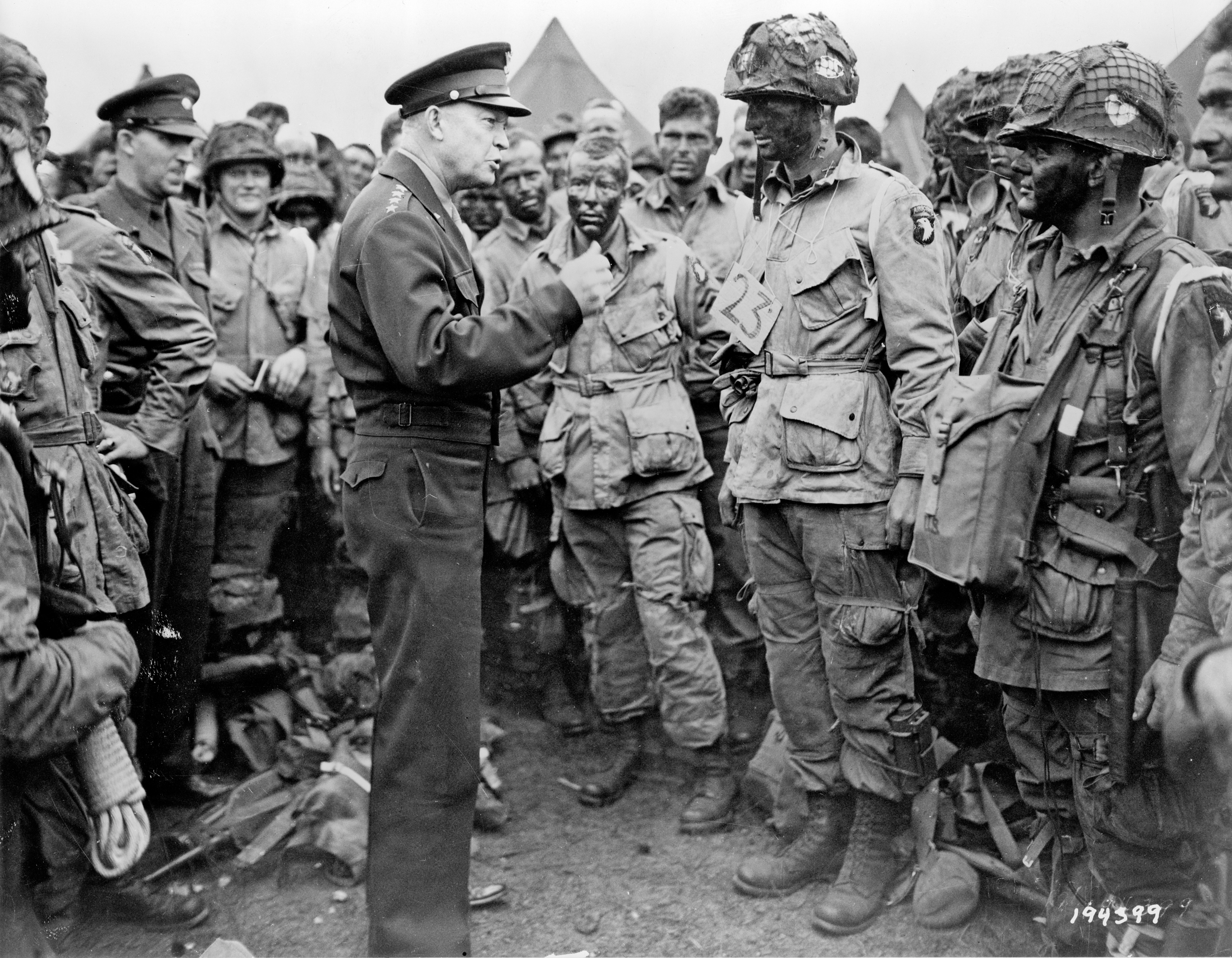
Eisenhower stând de vorbă cu locotenentul Wallace C. Strobel și cu parașutiștii plutonului E din Regimentul al 502-lea, Divizia a 101-a aeropurtată, în dimineața zilei de 5 iunie 1944.

După ce Germania a invadat Uniunea Sovietică, Armata Roșie a suportat greul luptelor împotriva Puterilor Axei pe frontul continental european. Într-o declarație comună cu Stalin, președintele SUA Franklin D. Roosevelt și premierul britanic Winston Churchill au anunțat că s-a ajuns la un „consens deplin” în ceea ce privește nevoia urgentă de creare a unui al doilea front în Europa în 1942. Churchill i-a informat în mod neoficial pe sovietici printr-un memorandum înmânat lui Viaceslav Molotov că resursele necesare pentru invazie sunt insuficiente pentru declanșarea unei operațiuni de amploare în cursul anului 1942. Anunțul a avut efect, Hitler ordonând începerea de pregătiri pentru fortificarea coastei vestice a Atlanticului, în vederea respingerii unei invazii aliate.
Liderii britanici, în frunte cu premierul Churchill, doreau să evite atacurile frontale specifice Primului Război Mondial, care provocaseră uriașe pierderi umane. În schimb, Churchill și șefii militari britanici sprijineau atacurile comandourilor Direcției Operațiunilor Speciale și ale acțiunile mișcărilor naționale de rezistență, în timp ce principalul efort de război al Aliaților occidentali ar fi trebuit să fie făcut în Marea Mediterană și Italia, (care era considerat aliatul slab al Axei), țintind Austria și, mai departe, centrul Germaniei. O asemenea abordare a problemei oferea avantajul creării unei bariere, care ar fi limitat înaintarea sovietică în Europa. În schimb, americanii considerau că o abordare mult mai pragmatică era un atac pe calea cea mai scurtă dintre Germania și principalele baze aliate din Regatul Unit. Americanii și-au sprijinit cu foarte mare hotărâre punctul de vedere și au lăsat foarte clar să se înțeleagă că soluția debarcării pe coasta Atlanticului este singura pe care o vor sprijini. Până în 1944, au mai existat două propuneri de acțiune, „Operațiunea Sledgehammer (Barosul)” în 1942 și „Operațiunea Roundup (Atacul prin surprindere)” în 1943. Ultimul plan a fost adoptat și dezvoltat sub numele de „Overlord (Suzeranul)”, dar declanșarea lui a fost amânată până în 1944.
Procesul de planificare a fost început în primele zile ale lunii martie 1943 de către „Șeful Statului Major al Comandantului Suprem Aliat” (COSSAC), generalul locotenent Frederick E. Morgan, secondat de adjunctul său american, generalul maior Ray Barker. Planul a fost adoptat și adus la zi în ianuarie 1944 de „Cartierele Generale ale Forțelor Expediționare Aliate” (SHAEF), conduse de generalul Dwight D. Eisenhower.
Raza mică de acțiune a avioanelor de vânătoare britanice, care acționau de pe aerodromurile din insulă, limita foarte mult locațiile posibile de debarcare amfibie. Mai mult, din punct de vedere geografic, numărul locațiilor era redus la doar două: Pas de Calais și coasta Normandiei. În vreme ce Pas de Calais asigura cea mai scurtă rută din Anglia până pe continentul european, Arhivat în 20 septembrie 2007, la Wayback Machine., cele mai vaste și joase plaje, și de asemenea cea mai scurtă cale terestră către Germania, era în schimb puternic fortificată și apărată. Ca urmare, Aliații au ales Normandia ca zonă de declanșare a invaziei.
În parte datorită lecțiilor învățate după raidul de la Dieppe de pe 19 august 1942, Aliații au decis să nu atace direct porturile franceze în primele faze ale debarcărilor. Debarcările masive pe un front foarte larg în Normandia ar fi permis amenințarea simultană a mai multor porturi, în principal a Cherbourgului și a altora, aflate mai la vest, în Bretania, iar în scurtă vreme ar fi creat condițiile necesare pentru un atac de amploare spre Paris și mai departe, spre granițele Germaniei. Normandia avea o zonă de coastă mai slab fortificată și în același timp era un punct strategic neașteptat pentru debarcare. Atacul executat în această zonă ar fi asigurat crearea confuziei și a debandadei în rândul forțelor germane. 
În noiembrie 1943, generalul Eisenhower a fost numit Comandant Suprem al Forței Expediționare Aliate din Europa Occidentală. În ianuarie 1944, generalul britanic Bernard Montgomery a fost numit în funcția de comandant al Grupului de Armate al 21-lea, care avea în subordine toate forțele terestre, și a fost însărcinat cu dezvoltarea planului de invazie.
În momentul numirii lui Montgomery la comandă, planul COSSAC propunea o debarcare amfibie a trei divizii și transportarea pe calea aerului a două brigăzi. Montgomery a crescut rapid proporțiile planului inițial de atac la cinci divizii debarcate prin acțiuni amfibii și a trei divizii pe calea aerului, ceea ce a dus la cuprinderea în planurile debarcării și a acțiunii de pe plaja Utah. (Montgomery ceruse la început atacul a patru divizii aeropurtate, dar capacitatea de transport limitată a făcut ca atacul să fie dat de numai trei divizii). În total, pentru Bătălia din Normandia aveau să fie destinate 47 de divizii: 19 britanice, 5 canadiene și una poloneză sub comandă britanică și 21 de divizii americane, plus o divizie franceză, în total 1.400.000 de soldați. Pe 7 aprilie și 15 mai, Montgomery și-a prezentat strategia de invazie la școala Sf. Paul din Londra. Montgomery prevedea o luptă de 90 de zile, în care timp aliații ar fi trebuit să atingă Sena, cu două flancuri care ar fi pivotat în jurul Caenului, cel britanic rotindu-se spre stânga, iar cel american spre dreapta.

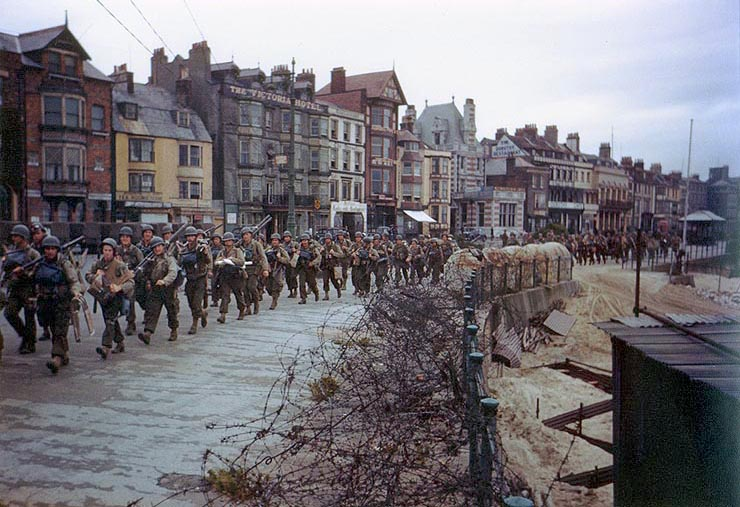
Soldați americani ai Batalionului al 2-lea de asalt mărșăluind spre orășelul de coastă Weymouth de pe coasta de sud a Angliei, în vederea îmbarcării pe vasele de debarcare pentru invazia din Franța

La acțiunea amfibie aveau să participe cca 6.900 de vase, puse sub comanda amiralului Bertram Ramsay (care fusese implicat nemijlocit la debarcările din Africa de nord și din Italia). Dintre acestea, peste 4.100 erau vase de desant. Pentru acoperirea aeriană a operațiunii fusese constituită o forță aeriană formată din 12.000 de aparate de zbor, aflată sub comanda mareșalului aerului Trafford Leigh-Mallory. Aceste aparate de zbor trebuiau să asigure sprijinirea din aer a debarcării, transportul parașutiștilor în peste 1.000 de misiuni, lansarea a peste 10.000 tone de bombe în aproximatv 14.000 de misiuni.
Obiectivul primelor 40 de zile era cucerirea unei enclave, care să includă orașele Caen și Cherbourg. Cherbourgul era vizat în mod special pentru portul său cu ape adânci. Ar fi trebuit să urmeze atacuri care să străpungă apărarea germană și să elibereze Bretania și porturile de aici, plus o înaintare de aproximativ 190 km spre sud-vestul Parisului, de la Le Havre, prin Le Mans spre Tours, astfel încât, după 90 de zile, aliații să controleze zona mărginită de râurile Loara la sud și Sena la nord-est.

### Diversiunea
În lunile care au precedat invazia, Aliații au pus la punct o amplă acțiune de diversiune, „Operațiunea Bodyguard”, concepută să-i convingă pe germani că zonele de debarcare sunt altele decât Normandia, ci mai degrabă Peninsula Balcanică sau sudul Franței. În săptămânile care au precedat invazia, pentru a-i convinge pe germani că principala zonă de invazie va fi Pas de Calais și că o a doua zonă de invazie va fi Norvegia, Aliații au conceput un alt plan de diversiune, „Operațiunea Fortitude”. Operațiunea Fortitude Nord trebuia să-i convigă pe germani că Aliații aveau să debarce în Norvegia, iar Operațiunea Fortitude Sud trebuia să-i convingă pe germani că atacul principal avea să fie dat în Pas de Calais. Obiectivul acestei operațiuni de diversiune era acela de a bloca forțele germane departe de Normandia.
A fost creată o armată-fantomă – Grupul I de armate SUA („FUSAG”), localizată în sud-estul Angliei, pusă sub comanda generalilor Lesley J. McNair și George S. Patton. Germanii au fost convinși de existența acestei armate-fantomă cu ajutorul agenților dubli și al traficului radio fals. Germanii aveau o rețea vastă de spioni care lucrau în Anglia. Din fericire pentru Aliați, toți acești spioni fuseseră capturați. Spionii putuseră să opteze pentru cooperarea cu Aliații sau pedeapsa capitală. Cei mai mulți au ales să coopereze și astfel serviciile naziste de spionaj primeau rapoarte despre existența FUSAG și preparativele aliate de debarcare în regiunea Pas de Calais. Pentru a adânci diversiunea, au fost create „tabere” din placaj, populate cu „autovehicule” și „blindate” gonflabile, plasate în regiunile din apropierea porturilor din estul Angliei. Avioanele de recunoaștere germane au putut fotografia în voie aceste „concentrări de trupe”. În același timp, cele mai multe bombardamente navale aliate s-au concentrat în zona Pas de Calais, nu în regiunea Normandiei. La toate acestea s-a adăugat valul de mesaje radio din regiunea învecinată Pas de Calais-ului, menită să-i inducă și mai mult în eroare pe germani.
În sprijinul Operațiunii Fortitude Nord, a fost concepută Operațiunea Skye – o amplă activitate radio în nordul Scoției, menită să inducă analiștilor germani convingerea că se organizează o a doua debarcare în Norvegia. Pentru a face față acestei amenințări trucate, germanii au păstrat în Norvegia numeroase trupe, care ar fi putut fi folosite altfel în Normandia.
Ultima parte a planului de diversiune a avut loc în noaptea de dinaintea invaziei: au fost lansate mai multe „regimente de parașutiști” asupra orașelor Le Havre și Isigny, în fapt o armată formată din manechine îmbrăcate în uniforme militare. Aceste manechine i-au făcut pe germani să creadă că a fost lansată o nouă acțiune aeropurtată. Aceasta a blocat trupele necesare întăririi defensivei din Normandia într-o zonă depărtată de plajele pe care avea loc debarcarea reală. În aceeași noapte, două escadrile RAF au creat iluzia unui uriaș convoi naval care ar fi navigat spre Cap d'Antifer (15 mile maritime nord de Le Havre). Această acțiune a fost realizată prin lansarea precisă a unor fâșii metalice fine. Mulțimea de fâșii metalice lăsau să se vadă pe radarele germane un semnal care putea fi interpretat de operatori ca o flotă formată din nave mici care remorcau baloane de baraj. 

### Echipamente speciale
Unele dintre cele mai neobișnuite pregărtiri ale aliaților au inclus vehiculele armate special adaptate pentru asaltul amfibiu. Dezvoltate sub conducerea generalului maior Percy Hobart (cumnatul lui Montgomery), aceste vehicule (poreclite drăciile lui Hobart) includeau tancuri amfibii Duplex Drive Sherman, „crocodili” Churchill, blindate aruncătoare de flăcări, de distrugere a câmpurilor minate, tancuri-pod sau tancuri-cu-drum-bandă, destinate în special primelor ore ale debarcării. Aceste tancuri se puteau transforma rapid în blindate obișnuite, după demontarea dispozitivelor speciale. De asemenea, au mai fost concepute tancuri purtătoare de mortiere de calibru mare, pentru distrugerea cazematelor. Aceste vehicule au fost testate pe plajele din Yorkshire, Anglia. Cele mai multe „drăcii” au fost deservite de echipaje din Divizia a 79-a blindate, fiind detașate pe lângă diferitele unități de desantare.
Inginerii militari au conceput două porturi prefabricate „Mulberry”, vitale pentru asigurarea aprovizionării Aliaților în primele săptămâni ale bătăliei, până la cucerirea unor porturi cu ape suficient de adânci. Pentru asigurarea combustibulului forțelor de invazie s-a conceput operațiunea PLUTO (Pipe Line Under The Ocean – Petroduct sub ocean), o serie de conducte submarine prin care să fie pompat combustibil din Regatul Unit până pe plajele invaziei.

### Repetiții și măsuri de securitate
Forțele aliate și-au repetat rolurile desemnate pentru Ziua Z timp de mai multe luni înainte de declanșarea invaziei. Pe 28 aprilie 1944, la Devon, pe coasta sudică a Angliei, 749 de infanteriști și marinari americani au fost uciși de un vas torpilor german, care i-a surprins pe aliați în timpul unui astfel de exercițiu.
Eficiența operațiunilor de diversiune a fost crescută de embargoul informațional din Regatul Unit. Călătoriile din și spre Statul Liber Irlandez au fost interzise, iar pătrunderea în regiunea de coastă a fost restricționată. Ambasadele și consulatele germane din țările neutre au fost bombardate cu tot felul de informații greșite, sperându-se ca eventualele informații adevărate să treacă neobservate în valul de dezinformări.
În săptămânile de dinainte de invazie, serviciile de spionaj au constatat cu surpindere că în ziarul britanic Daily Telegraph, pe pagina de cuvinte încrucișate, au apărut numeroase cuvinte care erau nume de cod ce aveau legătură cu debarcarea. Dacă la început MI-5 (serviciul de securitate) a crezut că este vorba de simple coincidențe, când a apărut și cuvântul mulberry au intrat în alertă. Creatorul careurilor, un profesor, a fost supus unui interogatoriu. Profesorul s-a dovedit nevinovat.
Până în Ziua Z s-au produs mai multe scurgeri de informații. La un moment dat, germanii au obținut documente conținând referințe la Operațiunea Overlord, dar detaliile erau insuficiente. O altă scurgere a apărut în momentul în care generalul Charles de Gaulle, în timpul mesajului radio de după Ziua Z, a afirmat că debarcarea din Normandia este adevărata invazie. Această afirmație ar fi putut ruina întreaga operațiune Fortitudine. Din fericire, germanii nu l-au crezut pe de Gaulle și au așteptat prea mult să acționeze în Normandia împotriva Aliaților.

## Planul aliat al invaziei

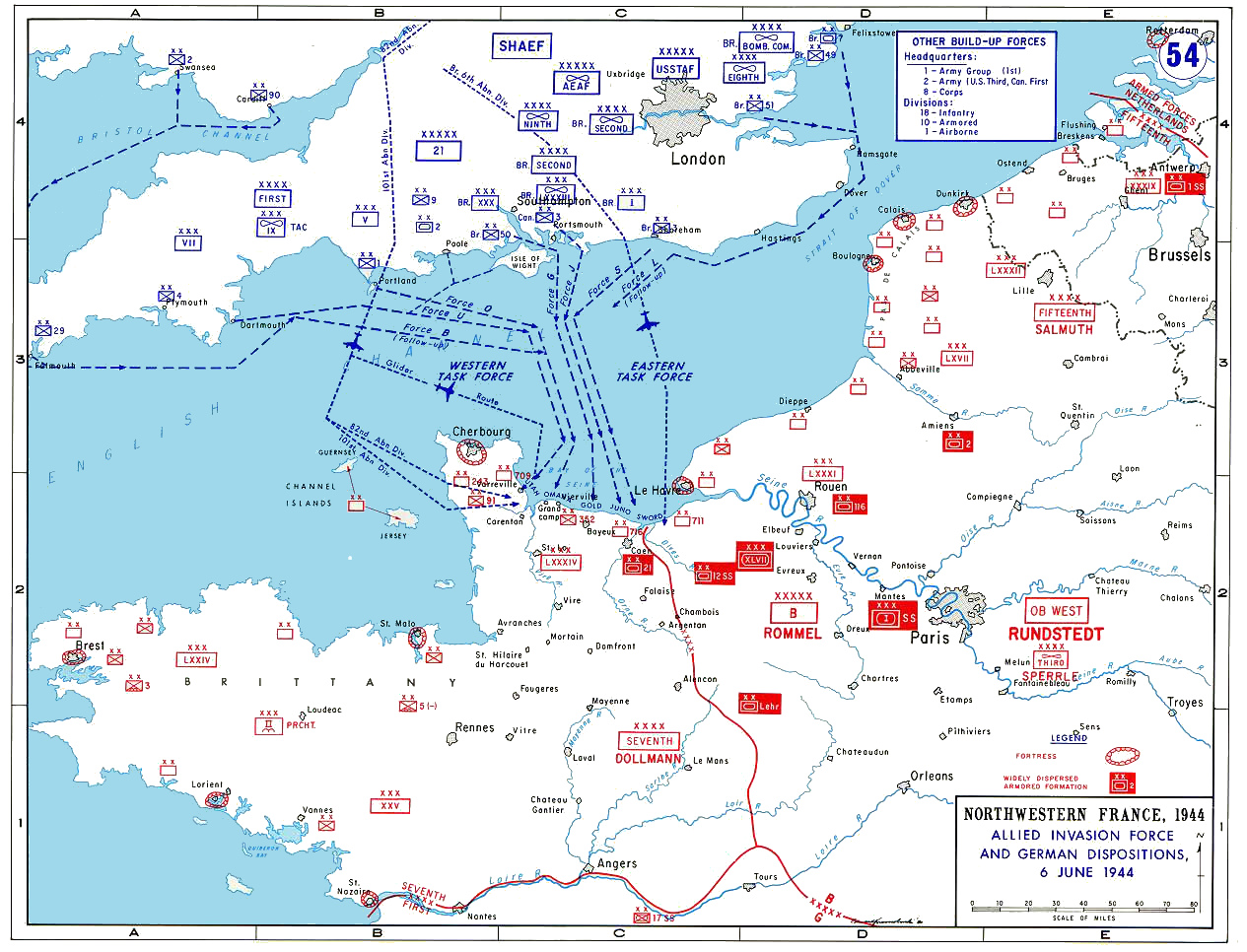
Rutele de invazie în Normandia din Ziua Z

De la est la vest, trupele aliate erau dispuse astfel:

### Sectorul britanic (Armata a II-a)
- Divizia a 6-a aeropurtată trebuia transportată cu avioanele de parașutiști și planoare la est de râul Orne, pentru a proteja flancul stâng.
- Brigada 1 servicii speciale (Comandourile 3, 4, și 45) trebuia să debarce la Ouistreham în sectorul Queen Red (extrema stângă). În cadrul acestei brigăzi, luptau și două subunități franceze.
- Corpul I britanic, divizia a 3-a de infanterie și brigada a 27-a de blindate trebuiau să debarce pe plaja Sword, de la Ouistreham la Lion-sur-Mer.
- Comandoul nr. 41, parte a Brigăzii a 4-a servicii speciale, trebuia să debarce pe extrema dreaptă a plajei Sword.
- Divizia a 3-a infanterie canadiană, brigada a 2-a blindată canadiană și comandoul nr. 48 trebuiau să debarce pe plaja Juno, de la Saint-Aubin-sur-Mer la Courseulles-sur-Mer.
- Comandoul nr. 46, parte a Brigăzii a 4-a servicii speciale, trebuia să debarce pe plaja Juno pentru a escalada dealurile de pe partea stângă a estuarului râului Orne, unde trebuia distrusă o baterie. Bateria s-a dovedit neînsemnată în timpul luptei, iar comandoul a fost păstrat în rezervă pentru Ziua Z+1.
- Corpul al 30-lea britanic, divizia a 50-a infanterie și brigada a 8-a de blindate trebuiau să debarce pe plaja Gold, de la Courseulles la Arromanches.
- Comandoul nr. 47, parte a Brigăzii a 4-a servicii speciale, trebuia să debarce pe flancul vestic al Plajei Gold.
- Divizia a 79 de blindate, dotată cu vehicule speciale, ("drăciile lui Hobart") pentru deminare, pentru salvare și pentru asalt a fost distribuită de-a lungul plajelor anglo-canadiene.

### Sectorul american (Armata I)

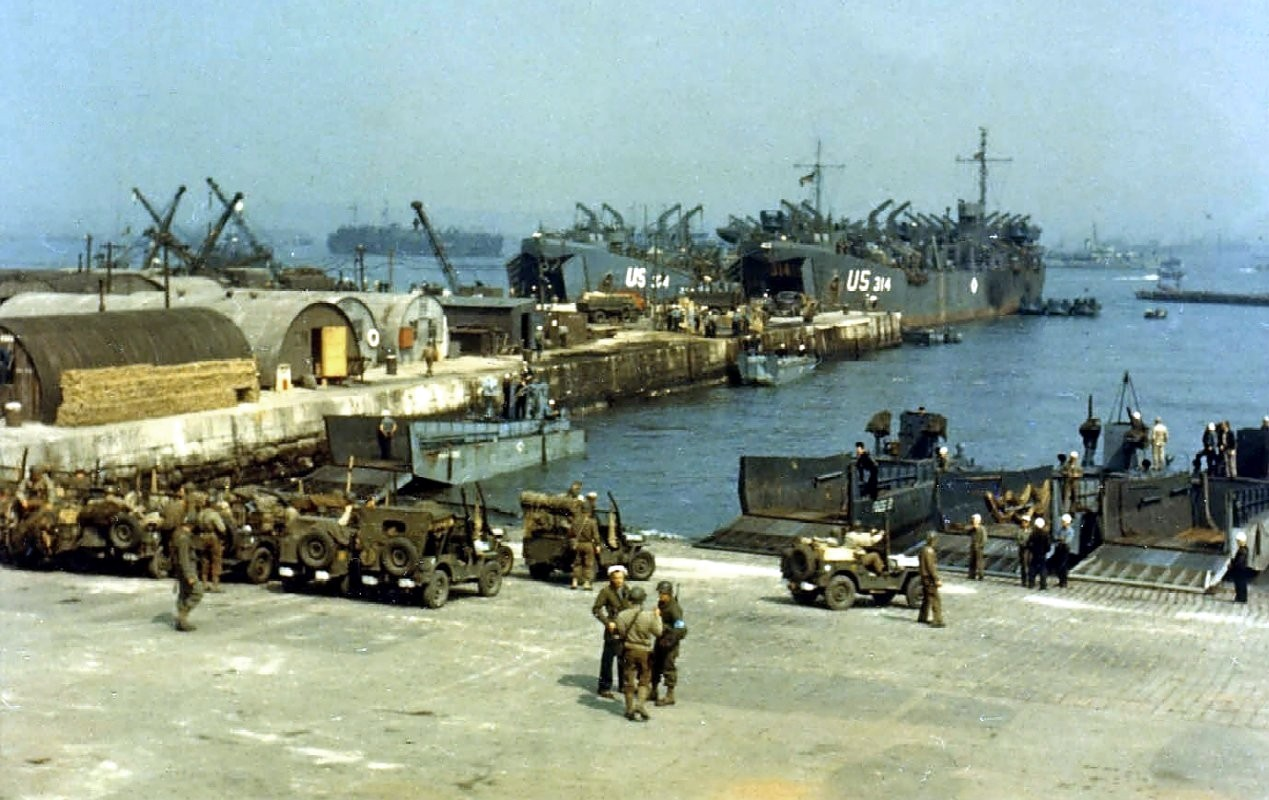
Vedere de ansamblu a unui port din Anglia: în plan apropiat, se încarcă mașini de teren în vasele de desant; în planul depărtat, se încarcă camioane de vasele de debarcare. Dată incertă, probabil iunie 1944

- Corpul al 5-lea american, divizia I de infanterie și divizia a 29-a de infanterie, trebuiau să debarce pe plaja Omaha, de la Sainte-Honorine-des-Pertes până la Vierville-sur-Mer.
- Batalioanele al 2-lea și al 5-lea de trupe de asalt trebuiau să debarce la Pointe du Hoc; batalionul al 5-lea a fost abătut spre plaja Omaha.
- Corpul al 7-lea, divizia a 4-a și regimentul al 359-lea al diviziei a 90-a trebuiau să debarce pe plaja Utah, în regiunile localităților Pouppeville și La Madeleine.
- Divizia a 101-a aeropurtată trebuia parașutată în zona localității Vierville în sprijinul debarcărilor de pe plaja Utah.
- Divizia a 82-a aeropurtată trebuia parașutată în regiunea localității Sainte-Mère-Église, pentru a proteja flancul drept. Planul original prevedea parașutarea mai spre vest, în centrul Peninsulei Cotentin, cu scopul protejării forțelor debarcate pe plaje și asigurării interzicerii deplasării întăririlor germane spre zonele de debarcare. Planurile au fost schimbate mai târziu, zona de parașutare fiind mult mai aproape de zonele de debarcare, datorita descoperirii prezenței diviziei a 91-a de infanterie germană în zonă.

### Preparativele navale

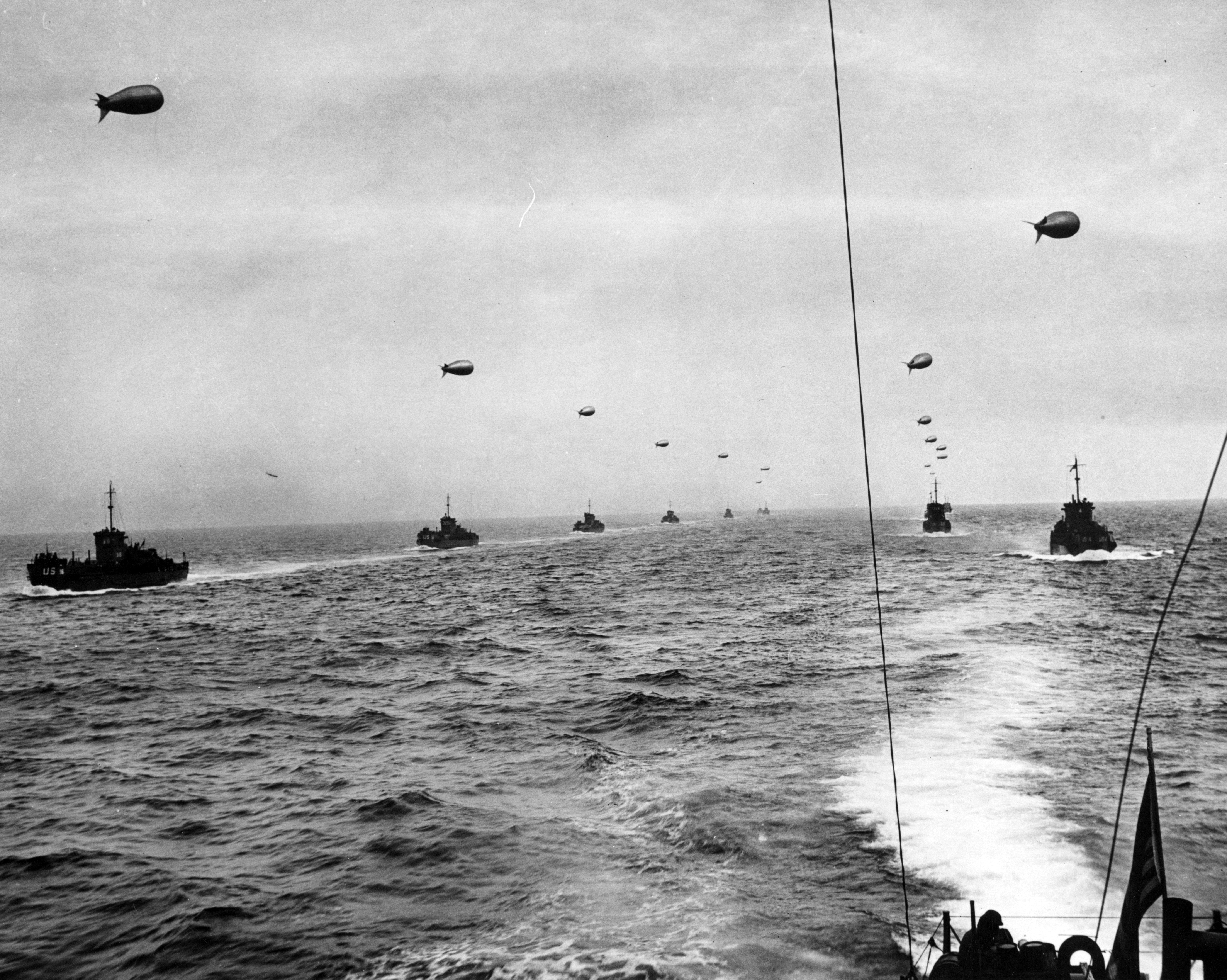
Convoi de vase de debarcare traversând canalul Mânecii pe 6 iunie 1944.

Flota de invazie a fost concepută ca fiind formată din 8 categorii diferite de nave. 6.938 de vase erau împărțite în 1.213 vase de război, 4.125 vase de transport (vase de debarcare) și 1.600 vase de sprijin, dintre care unele erau vase comerciale neînarmate.
Comanda supremă a Forței Navale Expediționare Aliate era asigurată de amiralul Bertram Ramsay. Forța navală a fost împărțită în două flote separate: cea vestică, sub comanda contraamiralului Alan G Kirk și cea estică, sub comanda contraamiralului Philip Vian.
Navele de război asigurau protecția transporturilor împotriva atacurilor navelor de suprafață, submarinelor și aviației inamice și asigurau sprijinul trupelor prin bombardamente navale imediat înainte și în timpul debarcării.

### Nume de cod
Aliații au folosit o multitudine de nume de cod pentru diferitele operațiuni ale invaziei. Overlord era numele destinat concentrării de trupe pe continent. Prima fază, de stabilire a unui cap de pod sigur, a fost codificat Neptune. După cum se poate afla din documentele expuse la Muzeul Zilei Z: Arhivat în 29 iunie 2013, la Wayback Machine.:
„Forțele armate au folosit nume de cod pentru a se referi la operațiunile militare. Operațiunea Overlord a fost numele de cod pentru invazia în Europa de nord-vest. Faza de asalt a Operațiunii Overlord a fost cunoscută ca Operațiunea Neptun... Operațiunea Neptun a început în Ziua Z (6 iunie 1944) și s-a încheiat pe 30 iunie 1944. Până în acest moment, aliații au stabilit un punct de sprijin puternic în Normandia. Operațiunea Overlord a fost începută în Ziua Z și a continuat până când forțele aliate au traversat râul Sena pe 19 august 1944”.

## Pregătirile și defensiva germană

### Zidul Atlanticului

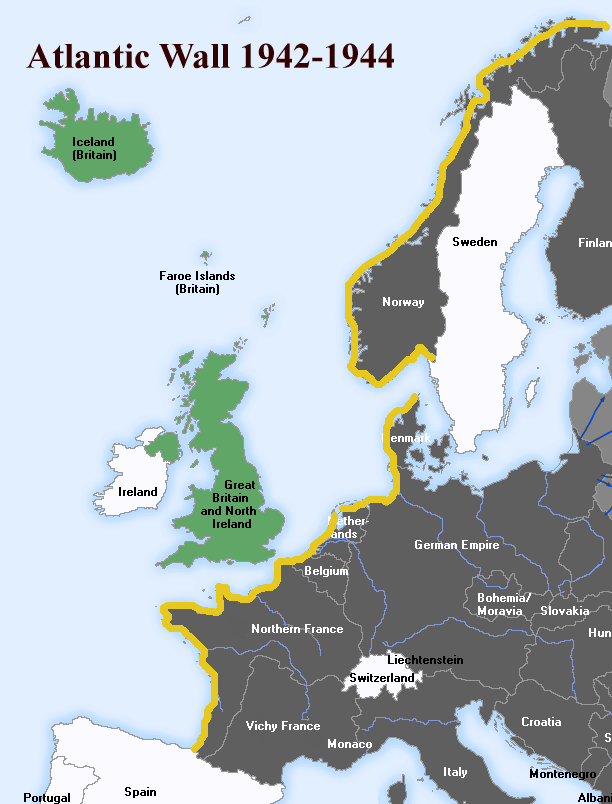
O hartă a Zidului Atlanticului.

De-a lungul anilor 1942 și 1943, germanii considerau invazia aliată în vestul Europei ca pe o posibilitate îndepărtată. Pregătirile pentru contracararea invaziei au fost limitate la construirea de către Organizația Todt a unui număr de fortificații impresionante, care să protejeze porturile importante.
La sfârșitul anului 1943, concentrarea de forțe aliate din Anglia l-a făcut pe feldmareșalul Gerd von Rundstedt, comandantul suprem german din vest, să ceară întăriri. În afară de unități noi, feldmareșalul a primit și un nou subordonat, feldmareșalul Erwin Rommel. Rommel avea intenția la început să intreprindă un simplu tur de inspecție de-a lungul Zidului Atlanticului. După ce și-a prezentat raportul lui Hitler, Rommel a cerut și a primit comanda apărării nordului Franței, Belgiei și Țărilor de Jos. Pentru acest scop a fost organizat Grupul de Armate B în februarie 1944. Forțele germane din sudul Franței au fost redenumite Grupul de Armate G și au fost puse sub comanda generalului Johannes Blaskowitz.
Rommel și-a dat seama că, în afara valorii lor propagandistice, fortificațiile Zidului Atlanticului nu acopereau decât porturile. Plajele dintre ele erau slab sau deloc apărate, iar Aliații puteau debarca practic oriunde, după care puteau cuceri porturile prin atacuri declanșate din interiorul continentului. El a refăcut și îmbunățit toate lucrările de apărare de pe coasta Atlanticului și din zona imediat adiacentă. Au fost plasați „arici” metalici în zona imediat din preajma țărmului, care să împiedice debarcările chiar și în condițiile mareelor înalte, au fost construite buncăre și cazemate din beton, zonele joase au fost inundate și plantate cu capcane și țepușe poreclite Rommelspargel (sparanghelul lui Rommel), menite să împiedice aterizările avioanelor sau parașutiștilor.
Aceste lucrări nu au fost terminate, în special în sectorul de maximă importanță din Normandia, în parte datorită bombardamentelor asupra sistemului de căi ferate din Franța, (care au împiedicat astfel buna aprovizionare a șantierelor), dar și datorită convingerii nutrite de majoritatea generalilor germani, conform căreia debarcarea principală avea să aibă loc în Pas de Calais, convingere întărită și de măsurile de diversiune concepute la Londra.
Cu toate acestea, germanii au fortificat puternic plajele, ca parte a pregătirilor de apărare de-a lungul Zidului Atlanticului, (inclusiv cu turele de tanc îngropate, garduri multiple de sârmă ghimpată și câmpuri minate), plecând de la premisa că orice debarcare viitoare va fi declanșată doar în timpul mareelor înalte (pe când planificatorii aliați au pregătit o debarcare în timpul mareei joase). Sectorul care avea să fie atacat de aliați era apărat de patru divizii, dintre care diviziile a 352-a și a 91-a, care erau considerate cele mai slabe. Printre militarii care apărau Zidul Atlanticului se aflau germani care nu fuseseră considerați apți din motive medicale pentru frontul de răsărit, soldați de diferite naționalități ale Europei ocupate, precum polonezii, până și foști prizonieri de război sovietici, care aleseseră să lupte alături de naziști decât să îndure condițiile inumane din lagăre.

#### Zonele divizionare
- Divizia a 716-a de infanterie (statică) apăra extrema estică a zonelor de debarcare, care erau obiectivele britanicilor și ale canadienilor.
- Divizia a 352-a de infanterie apăra sectorul Bayeux – Carentan, inclusiv plaja Omaha. Spre deosebire de restul diviziilor de pe Zid, aceasta era formată din soldați bine instruiți, în rândul lor aflându-se veterani ai frontului de răsărit. Această divizie fusese formată în noiembrie 1943, în rândul ei fiind încadrați supraviețuitorii Diviziei a 321-a, care fusese decimată de sovietici în același an. Această divizie executa un exercițiu de respingere a unei invazii în chiar ziua debarcării.
- Divizia a 91-a de infanterie aeropurtată. Acesta era o divizie obișnuită de infanterie, instruită și echipată pentru a fi transportată pe calea aerului (artilerie transportabilă pe calea aerului, puțin armament greu de sprijin), care fusese localizată în interiorul peninsulei Cotentin, inclusiv în zonele de parașutare a americanilor.
- Divizia a 709-a de infanterie (statică), care apăra coasta estică și nordică (inclusiv Cherbourgul) a Peninsulei Cotentin, zonă în care se afla plaja Utah.

#### Zonele divizionare adiacente
Alte divizii ocupau zone din preajma perimetrelor de debarcare:
- Divizia a 243-a de infanterie (statică), apăra costa vestică a peninsulei Cotentin.
- Divizia a 711-a de infanterie (statică), apăra partea vestivă a Pays de Caux.
- Brigada a 30-a mobilă, formată din batalioane de soldați pe biciclete.

### Rezervele de blindate
Măsurile defensive concepute de Rommel erau zădărnicite de disputele cu privire la folosirea blindatelor. Mareșalul von Rundstedt se afla la comanda nominală a cartierului general al Panzergruppe West, aflat sub comanda directă a generalului Leo Geyr von Schweppenburg (cunoscut ca von Geyr). Acest grup a fost redenumit Armata a 5-a Panzer, iar între von Rundstedt și von Geyr a izbucnit un conflict în ceea ce privea dispunerea în teren și utilizarea diviziilor de blindate în timpul luptelor.
Rommel a apreciat corect că Aliații vor încerca să câștige rapid superioritatea aeriană și că vor putea fi capabili să stânjenească mișcările la sol ale germanilor. El a propus din acest motiv evident ca formațiile de blindate să fie plasate cât mai aproape de zonele de invazie. După cum se exprimase Rommel, era de dorit să ai o divizie de tancuri care să facă față invaziei în prima zi, decât trei divizii de tancuri care să atace în zilele următoare, după ce Aliații și-ar fi stabilit capete de pod puternice. Von Geyr aducea ca argument doctrina standard a formațiunilor Panzer, conform căreia tancurile trebuiau concentrate în pozițiile centrale (Paris și Rouen), de unde să fie deplasate în masă împotriva principalelor capete de pod care vor fi identificate între timp.
Această dispută a fost prezentată lui Hitler pentru arbitrare. El a impus un compromis nefuncțional. Numai trei divizii de tancuri au fost trecute sub comanda directă a lui Rommel, prea puține pentru a acoperi toate sectoarele amenințate. Restul au fost lăsate sub comanda nominală a lui Von Geyr și au fost transformate în „Rezerva OKW". Numai trei dintre diviziile rezervei au fost deplasate corespunzător pentru a fi folosite în timpul unei invazii în nordul Franței, restul de patru au fost dispersate în sudul Franței și în Țările de Jos. Hitler a păstrat pentru sine autoritatea de a muta diviziile rezervei OKW sau de a le ordona acțiuni ofensive. Pe 6 iunie, numeroase unități de tancuri au rămas nemișcate, pentru că Hitler nu le permisese comandanților din teren să aibă inițiativa unei acțiuni imediate, iar apropiații Führerului au refuzat să-l trezească atunci când s-a aflat de declanșarea invaziei.

#### Rezerva Grupului de armate B
Divizia a 21-a Panzer a fost desfășurată lângă Caen ca forță mobilă de lovire, parte a rezervei Grupului de armate B. Celelalte două divizii de blindate aflate sub comanda lui Rommel au fost desfăsurate lângă Pas de Calais, în conformitate cu planurile germane de contraatac în caz de invazie. Nici una dintre aceste divizii nu a fost mutată de la Pas de Calais pentru următoarele două săptămâni de după debarcarea aliată.

#### Rezerva OKW
Restul diviziilor mecanizate capabile să intervină în Normandia se aflau sub comanda Cariterului General al Froțelor Armate (OKW) și fuseseră refuzate lui Rommel:
Patru divizii de tancuri au fost desfășurate în Normandia în primele șapte zile de la începerea invaziei:
- Divizia a 12-a Panzer Hitlerjugend, era staționată în sud-est. Ofițerii și subofițerii acestei divizii erau veterani cu o bună pregătire de luptă (dar erau în număr insuficient, mai puțin de jumate din numărul regulamentar[12]), dar cei mai multi soldați fuseseră recrutați direct din rândul organizației Tineretului Hitlerist, dintre membrii care împliniseră 17 ani în 1943. Tanchiștii acestei divizii aveau să câștige o reputație de luptători fanatici și cruzi în luptele care aveau să urmeze.
- Divizia Panzer-Lehr aflată la sud-vest. Aceasta era o unitate de elită, formată la început dintr-un amestec de subunități din diferite școli de instruire. Divizia nu numai că era formată din personal cu o pregătire excepțională, dar era dotată cu numeroase blindate din cele mai performante tipuri.
- Divizia I Leibstandarte SS Adolf Hitler se refăcea în Belgia și Țările de Jos după ce fusese decimată pe frontul de est.
- Divizia a 17-a Panzergrenadier Götz von Berlichingen, cu baza la Thouars, era dotată cu tunuri de asalt, nu cu tancuri. Nu dispunea de alte mijloace de transport decât vehiculele blindate purtătoare de tunuri. A fost prima unitate care a contraatacat masiv la Carentan împotriva americanilor aflați în înaintare, pe 13 iunie.

Alte trei divizii, care erau în refacere la Montauban – Divizia a 2-a SS Das Reich, Divizia a 9-a SS Panzer Hohenstaufen și Divizia a 10-a SS Panzer Frundsberg (ultimele două transferate de pe frontul răsăritean pe 6 iunie) - au intrat în luptă în a 21-a zi după debarcare.
Divizia a 9-a Panzer a intrat în acțiune după ce americanii au început să înainteze de la capetele de pod de pe plajă. Alte două divizii blindate care se aflau în vest pe 6 iunie (Divizia a 11-a Panzer și a 19-a Panzer) nu au intrat în luptă în Normandia.

## Debarcările

Harta inițială a zonelor de debarcare

Chiar mai înainte de declanșarea invaziei, generalul Eisenhower a transmis un mesaj istoric tuturor soldaților Forței Expediționare Aliate. Se spunea printre altele: 
„Sunteți gata să vă angajați într-o mare cruciadă, pentru care ne-am străduit toate aceste multe luni”.

### Prognoza meteorologică
Factorul final care a determinat data declanșării debarcării a fost prognoza meteorologică. În această fază a luptelor, submarinele germane fuseseră practic alungate din Atlantic, iar stația lor meteorologică din Groenlanda fusese închisă. Aliații aveau un avantaj major în cunoașterea condițiilor meteo din Atlantic, ceea ce s-a dovedit decisiv.
Pentru desfășurarea în bune condiții a debarcării, era nevoie atât de lună plină, cât și de maree puternică, ceea ce limita perioada propice de atac la numai câteva zile în fiecare lună. Eisenhower a ales ziua de 5 iunie ca dată probabilă de declanșare a atacului. Vremea fusese bună de-a lungul celei mai mari părți a lunii mai, dar se deteriorase rapid la începutul lunii iunie. Pe 4 iunie, condițiile meteo erau clar nepotrivite pentru debarcare: vântul și valurile înalte făceau imposibilă lansarea vaselor de debarcare, iar plafonul jos al norilor împiedica aviatorii să-și identifice țintele. Convoaiele de trupe, care se aflau deja în marș, au fost obligate să se retragă la adăpost în golfurile și porturile de pe coasta de sud a Angliei.
Părea că este posibil ca întreaga acțiune să fie anulată, iar trupele reîntoarse în taberele lor (o uriașă încurcătură, cauzată de unitățile din al doilea val de invazie, care se îndreptau spre porturile de îmbarcare). Următoarea perioadă cu lună plină avea să fie peste aproape o lună. Pe data de 5 iunie a fost convocată o ședință la cartierul general al lui Eisenhower, în timpul căreia meteorologul-șef, căpitanul J.M. Stagg, a declarat că pentru ziua de 6 iunie se prevede o scurtă perioadă de îmbunătățire a vremii. Bernard Montgomery și Șeful Statului Major Aliat, generalul Walter Bedell Smith, doreau să se declanșeze invazia. Amiralul Ramsay era favorabil la limită. Bazându-se pe prognoza meteorologului său, Eisenhower a ordonat declanșarea invaziei.
Pe de altă parte, germanii au considerat că, datorită condițiilor proaste, nu se poate desfășura nicio debarcare pentru o lungă perioadă de timp. Unele unități au încetat regimul de alarmă și mulți ofițeri superiori și generali au plecat de la posturile de comandă. Rommel, de exemplu, și-a luat câteva zile de permisie și a plecat să-și viziteze familia, iar zeci de comandanți de divizii, regimente și batalioane nu se aflau la posturi, ci își petreceau timpul la o serie de jocuri de război.

### Rezistența Franceză
Diferitele facțiuni ale Rezistenței Franceze (cunoscută și ca Maquis) au fost incluse în planurile Operațiunii Overlord. Prin intermediul Statului major de al Rezistenței de la Londra (EMFFI), care controla, cel puțin teoretic, toate grupurile de rezistență, Direcția de Operațiuni Speciale a organizat o campanie masivă de sabotaje: atacarea liniilor de cale ferată, a transporturilor pe șosele, a liniilor telefonice sau a posturilor de transformare. Membrii rezistenței au fost anunțați să intre în acțiune prin intermediul „mesajelor personale” transmise de BBC în timpul emisiunilor în limba franceză. Multe dintre aceste mesaje erau fără niciun sens și erau folosite pentru camuflarea mesajelor care aveau o adevărată semnificație. În valul de mesaje aparent fără niciun înțeles emise în timpul emisiunii BBC de la ora 21:00 pe 5 iunie, au existat și instrucțiuni codificate precum Les carottes sont cuites (Morcovii sunt gătiți) și Les dés sont jetés (Zarurile au fost aruncate). Există o pereche faimoasă de mesaje care sunt considerate în mod greșit ca fiind o chemare generală la arme a Rezistenței. Cu câteva zile înaintea Zilei Z, a fost transmis primul vers ușor modificat din poemul lui Verlaine, „Chanson d'Automne”:  „Les sanglots longs des violons de l'automne”  (Suspinul lung al viorilor toamnei), ordonând luptătorilor din rețeaua „Ventrilogul” din regiunea Orléans să atace ținte feroviare în următoarele zile. Următorul vers  „Bercent mon coeur d'une langueur monotone” (Îmi mângâie inima cu melancolie monotonă), transmis pe 5 iunie, însemna că atacul trebuie executat imediat.
Josef Götz, șeful departamentului semnale al serviciului german de contraspionaj (SD) din Paris, a descoperit înțelesul celui de-al doilea vers al poemului lui 
Verlaine și a încă nu mai puțin de alte 14 ordine pe care le-a interceptat pe 5 iunie. Serviciul condus de el a interpretat corect că aceste ordine demonstrau că declanșarea invaziei este iminentă și au procedat la alertarea superiorilor direcți și a tuturor comandanților din Franța. Numai că SD-ul din Paris emisese o alertă asemănătoare și cu o lună mai înainte, când Aliații începuseră pregătirile pentru invazie și avertizase Rezistența, dar operațiunea fusese amânată datorită prognozei meteo nefavorabile. Datorită acestei alarme false, alarma adevărată nu a mai fost luată în seamă de niciun comandant german.
În plus, în afara misiunilor date rezistenței ca parte a efortului de invazie, SOS a plănuit să întărească Rezistența cu grupuri formate din trei oameni de legătură în cadrul Operațiunii Jedburgh. Grupurile Jedburgh urmau să coordoneze și să aranjeze parașutările de materiale necesare grupurilor Maquis aflate departe în teritoriul controlat de germani. De asemenea, departe în spatele liniilor germane, lucrau grupuri de britanici, francezi și belgieni, care nu erau sub controlul SOS ci a brigăzii Serviciilor Speciale Aeriene.

### Operațiunile aeropurtate
Succesul operațiunilor amfibii de debarcare depindea de stabilirea unei regiuni sigure de pe care să se extindă capetele de pod și care să permită aprovizionarea corespunzătoare a unei forțe capabile să debușeze în teritoriul pornind din zonele învecinate plajelor. Forțele debarcate pe plaje erau foarte vulnerabile la contraatacurile inamicului efectuate mai înainte de concentrarea în capetele de pod a unor forțe suficient de numeroase și de bine înarmate. Pentru a încetini sau chiar a elimina capacitatea inamicului de a organiza și lansa contraofensive în această perioadă critică, au fost utilizate trupele aeropurtate pentru cucerirea unor obiective vitale, așa cum erau podurile, intersecțiile de drumuri și anumite zone înalte, în special pe flancul vestic al zonelor de debarcare. Operațiunile aeropurtate la o oarecare distanță de capetele de pod erau concepute pentru ușurarea ieșirilor din capetele de pod ale forțelor debarcate pe plajă și, în anumite cazuri, să neutralizeze bateriile grele ale apărării de coastă germane și să ajute la rapida extindere a unor anumite capete de pod. Diviziile aeropurtate americane a 82-a și a 101-a trebuiau să atace obiective aflate la vest de plaja Utah, iar brigada aeroportutată britanică a 6-a trebuia să atace obiective similare de pe flancul răsăritean.

#### Operațiunile aeropurtate britanice
La est de zonele de debarcare se afla o câmpie vastă, inundabilă, dintre râurile Orne și Dives, care era ideală pentru desfășurarea unui contraatac al tancurilor germane. Zona de debarcare și câmpia inundabilă erau separate de râul Orne, care curgea spre nord-est dinspre Caen înspre Sena. Singurul punct de traversare al râului Orne la nord de Caen se afla la 7 kilometri depărtare de coastă, în apropierea localităților Bénouville și Ranville. Acest pod era de o importanță vitală pentru orice contraatac german, fiind singurul drum pe care se putea organiza un atac de învăluire prin flanc al zonelor de debarcare. Pentru Aliați, același pod era vital pentru orice atac pe direcția Caenului.
Obiectivele tactice ale Diviziei a 6-a aeropurtată britanică erau capturarea podurilor de pe ruta Bénouville-Ranville, apărarea podurilor și rutei mai sus numite împotriva unui atac blindat german și distrugerea bateriei germene de artilerie de la Merville, care amenința plaja Sword, ca și distrugerea a cinci poduri de pe râul Dives, pentru interzicerea înaintării forțelor inamice, care s-ar fi deplasat dinstre est.
Trupele aeropurtate, în special parașutiști din Brigada a 3-a și Brigada a 5-a (din care făcea parte și Batalionul I canadian), au început salturile în zonele desemnate după ora 0:00 a zilei de 6 iunie și, imediat după aterizare, au intrat în luptă cu elementele Diviziei a 716-a de infanterie germană. La căderea serii, subunități ale diviziei a 21-a Panzer au contraatacat din direcția sud pe ambele maluri ale râului Orne. Până în acel moment, parașutiștii stabiliseră un perimetru defensiv puternic. Ambele tabere au suferit pierderi grele, dar parașutiștii nu au putut fi înfrânți. La scurtă vreme după prânz, parașutiștii britanici au fost întăriți cu comandouri din cadrul Brigăzii I Servicii Speciale. Până la sfârșitul Zilei Z, parașutiștii Diviziei a 6-a își îndepliniseră obiectivele ordonate. În următoarele câteva zile, britanicii și germanii au purtat lupte grele pentru pozițiile din jurul capului de pod de pe Orne. De exemplu, pe 10 iunie, infanteriștii germani ai Diviziei a 346-a au reușit să străpungă liniile britanice în extremitatea estică a pozițiilor lor. După lupte grele, parașutiștii britanici au reușit să stăvilească atacul german și să-i respingă pe 12 iunie pe panzergrenadieri. Germanii nu au mai amenințat în mod serios pozițiile britanice până când parașutiștii au fost evacuați la începutul lunii septembrie.

#### Operațiunile aeropurtate americane

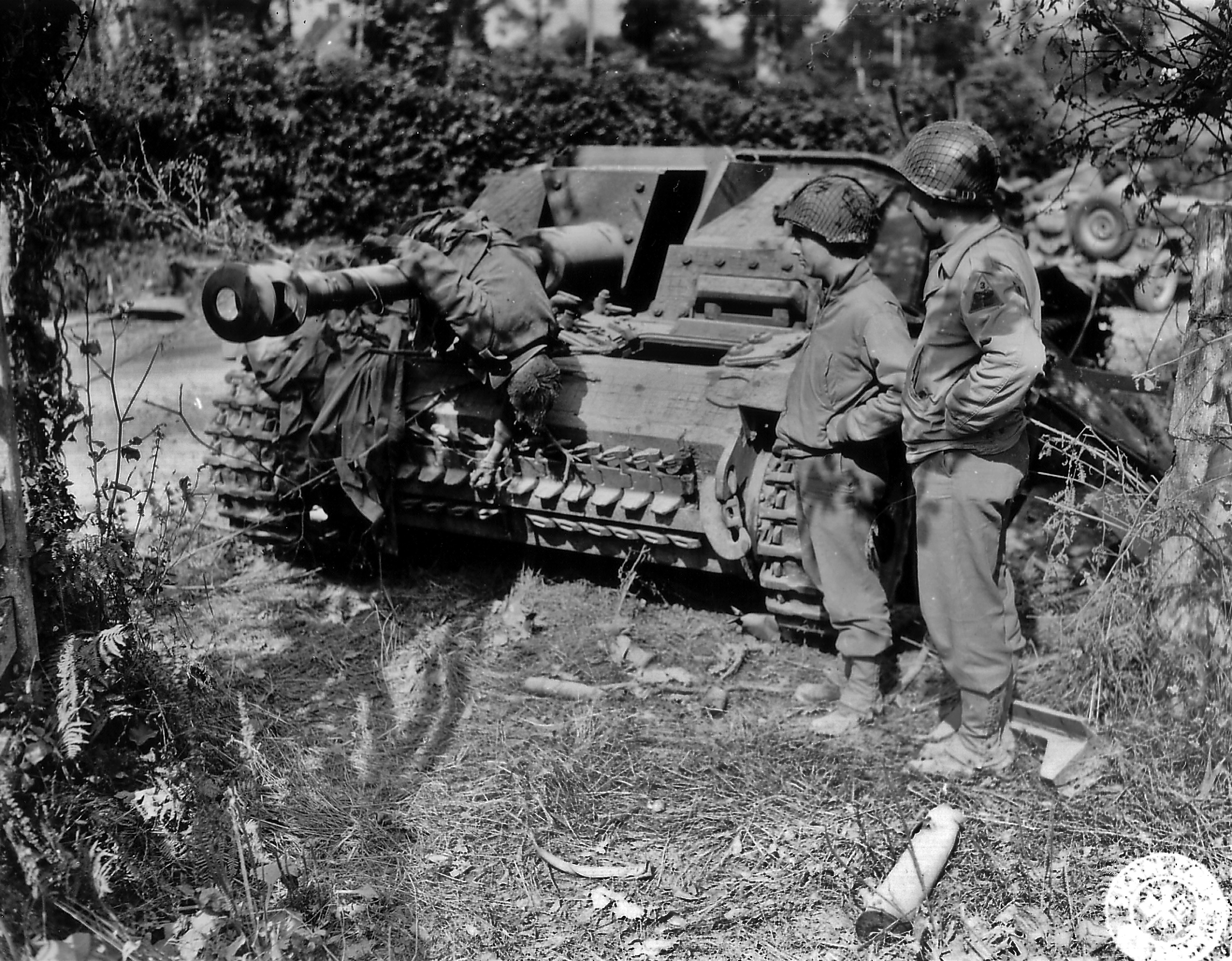
Militari americani din Divizia a 2-a blindată examinând un blindat german „Sturmgeschutz III” distrus, pe tunul căruia se află cadavrul unui tanchist german.

Diviziile americane a 82-a și a 101-a, cu peste 13.000 de parașutiști, s-au lansat asupra obiectivelor din 12 grupuri de avioane. Americanii au fost mult mai puțin norocoși decât camarazii lor britanici, îndeplinindu-și cu greu și cu pierderi mari obiectivele stabilite. Pentru a-și asigura factorul surpriză, parașutiștii au fost lansați dinspre vest. Performanțele lor au fost afectate de numeroși factori, cel mai important fiind decizia de a fi parașutați noaptea, un concept care nu va mai fi folosit în următoarele trei operațiuni aeropurtate importante din timpul războiului. Ca urmare a parașutării de noapte, 45% dintre unități au fost puternic împrăștiate în teritoriu și au fost incapabile să se regrupeze. Eforturile primilor comandouri lansate, care aveau ca sarcină marcarea zonelor de aterizare, au fost în cea mai mare parte încheiate cu eșecuri, balizele radarelor automate Rebecca/Eureka, care ar fi trebuit să ghideze valurile de avioane cu parașutiști către zonele de aterizare, s-au dovedit a fi niște sisteme nefolositoare.
Între orele 0:48 și 1:40 au fost parașutate trei regimente ale Diviziei a 101-a. Au urmat parașutiștii Diviziei a 82-a, lansați între 1:51 și 2:42. În timpul fiecărei operații au fost folosite aproximativ 400 de avioane de transport. Mai înainte de parașutări, au fost organizate două transporturi de armament antitanc și de trupe de sprijin pentru fiecare divizie, aduse cu ajutorul planoarelor. În dimineața Zilei Z s-au mai executat două transporturi cu planoarele a două batalioane de artilerie cu 24 de mortiere destinate Diviziei a 82-a. Aceleiași divizii i-au fost destinate transportul cu planoare a unui regiment de infanterie și două acțiuni de parașutare a proviziilor, în cazul acestora din urmă fiind înregistrate eșecuri totale.
După 24 de ore, doar 2.500 de parașutiști din Diviza a 101-a și 2.000 din Divizia a 82-a erau concentrați și capabili de acțiuni ofensive, adică mai puțin de o treime din efectivele inițiale. Marea dispersare a parașutiștilor americani a avut și un efect neașteptat, producând confuzie în rândul germanilor, care și-au fragmentat contraatacul. În plus, măsurile defensive germane de inundare a numeroase terenuri joase au ajutat la protejarea flancul sudic american.
Parașutiștii au continuat să cutreiere și să lupte în spatele liniilor germane pentru mai multe zile. Treptat, americanii au reușit să se reunească în mici grupuri eterogene, comanda lor fiind preluată de subofițeri sau ofițeri inferiori. Divizia a 82-a a cucerit orașul Sainte-Mère-Église în dimineața zilei de 6 iunie, aceasta fiind considerată prima localitate eliberată în timpul invaziei.

### Plaja Sword

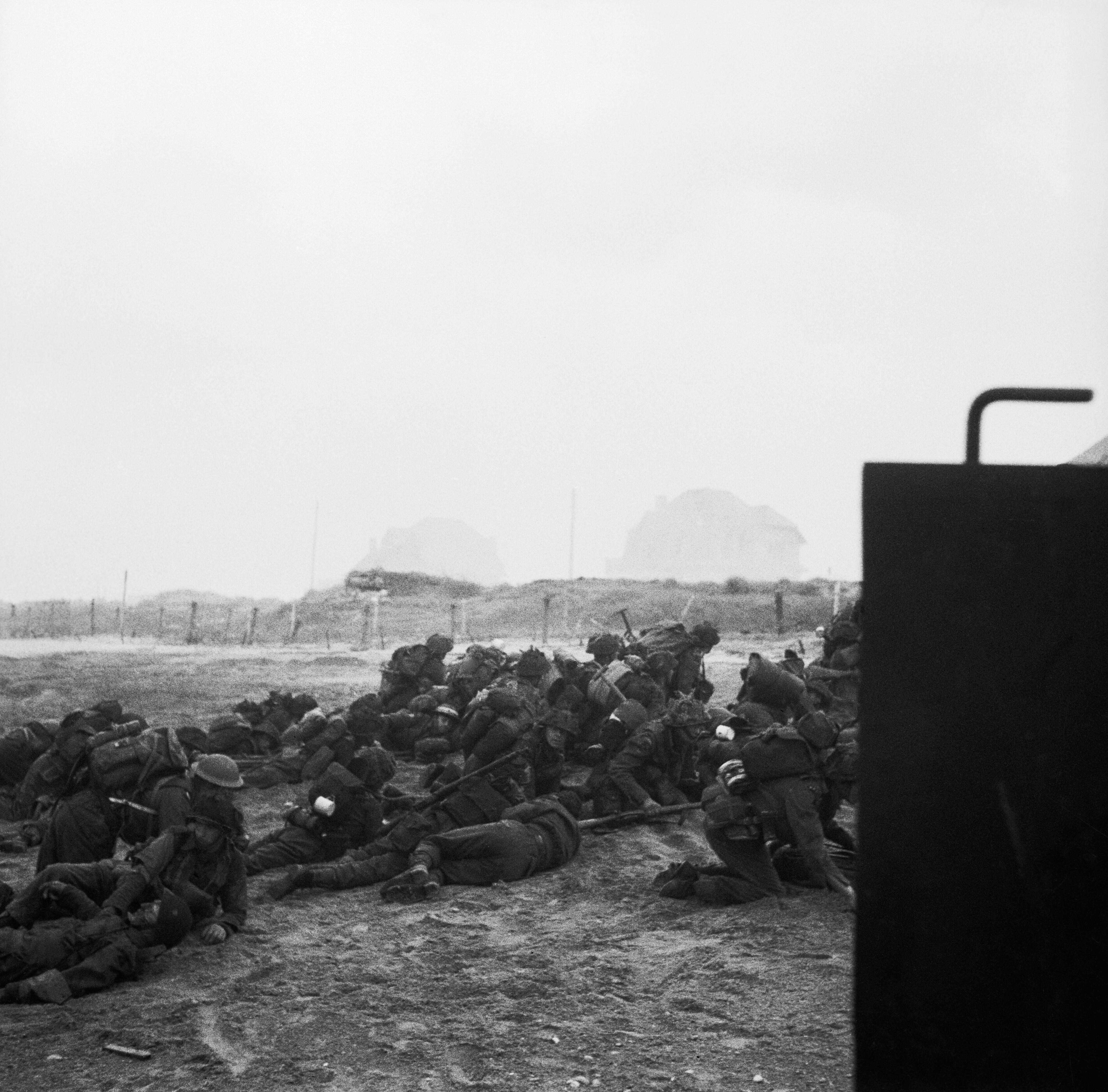
Soldații britanici adăpostindu-se imediat după debarcarea pe plaja Sword.

Atacul de pe plaja Sword a început în jurul orei 3:00 printr-un bombardament aerian al fortificațiilor și al artileriei germane de coastă. Bombardamentele navale au început câteva ore mai târziu. La ora 7:30, primele unități au debarcat pe plajă: subunități de tancuri amfibii (tancuri DD) și infanterie.
Pe plaja Sword, infanteria britanică a suferit puține pierderi în momentul debarcării. A urmat o înaintare de aproximativ 8 kilometri, dar până la sfârșitul zilei nu au fost îndeplinite obiectivele ambițioase trasate de Montgomery. În mod special, era vorba de cucerirea orașului Caen, care a rămas în mâinile germanilor până pe 8 august.
Brigada I servicii speciale a debarcat în al doilea val, din care făceau parte și Comandoul nr. 4, care avea și două subunități franceze. Debarcarea acestei brigăzi a rămas faimoasă pentru că a fost condusă de cimpoierul Bill Millin. Britanicii și francezii din Comandoul nr. 4 aveau obiective separate în Ouistreham: francezii trebuiau să cucerească o cazemată și Cazinoul, iar britanicii trebuiau să cucerească două baterii care controlau prin focul lor întreaga plajă. Dacă în cazul cazematei, armele din dotarea comandoului s-au dovedit ineficiente, Cazinoul a fost cucerit cu sprijinul blindatelor. Comandourile britanice au ajuns la pozițiile bateriilor de artilerie, unde au aflat că tunurile fuseseră mutate cu ceva vreme înainte. Lăsând infanteriei sarcina curățării zonei de focarele germane de rezistență, comandourile s-au îndreptat spre interiorul Franței ca să se alăture Brigăzii a 45-a de comando și, mai apoi, Diviziei a 6-a aeropurtate.

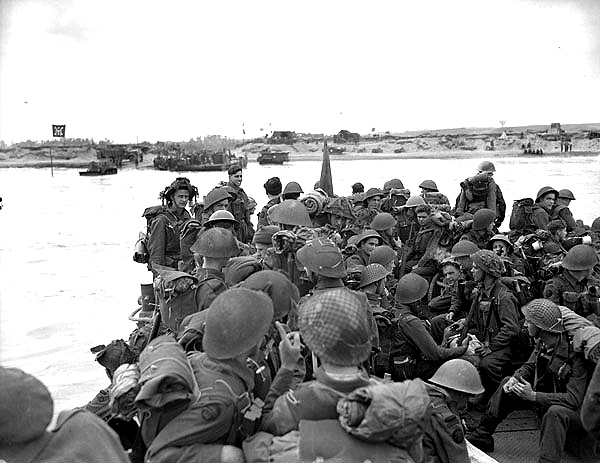
Soldați canadieni ai comandoului canadian „W” de infanterie marină debarcând pe plaja Juno în Ziua Z.

### Plaja Juno
Forțele canadiene care au debarcat pe plaja Juno s-au găsit în fața a 11 baterii de tunuri grele de 155 mm, 9 baterii de tunuri de 75 mm, a numeroase cuiburi de mitralieră, cazemate, diferite fortificații din beton ca și a unei faleze de două ori mai înalte decât cea de pe plaja Omaha. Primul val debarcat a suferit pierderi grele de aproximativ 50%, printre cele mai înalte din prima zi de debarcare. Debarcarea blindatelor s-a dovedit un succes, curățând căile de înaintare a infanteriei.
În ciuda tuturor greutăților, canadienii au reușit să înceapă înaintarea după numai câteva ore. Regimentul I blindate și pușcașii regali canadieni și-au îndeplinit obiectivele stabilite pentru Ziua Z, când au reușit să atingă șoseaua Caen – Bayeux, aflată la 15 kilometri de zonele de debarcare. Unitățile canadiene au fost singurele care și-au îndeplinit obiectivele stabilite pentru prima zi de invazie, deși au fost nevoite să se retragă câțiva kilometri pe niște poziții defensive mai puternice. În schimb, canadienii nu au reușit să stabilească legătura cu plaja Sword.
La sfârșitul primei zile de lupte debarcaseră aproximativ 15.000 de canadieni, iar Divizia a 3-a de infanterie canadiană înaintase mai mult decât oricare altă unitate aliată în interiorul teritoriului francez, în ciuda puternicei rezistențe întâmpinate pe plajă și a contraatacurilor Diviziilor a 21-a și a 12-a Panzer Hitlerjugend de pe 7 și 8 iunie.

### Plaja Gold
Pe plaja Gold, pierderile au fost destul de ridicate, în principal din cauza faptului că tancurile DD amfibii au întârziat să fie debarcate, iar germanii fortificaseră foarte puternic satul din imediata apropiere a plajei. Totuși, Divizia a 50-a (Northumbrian) de infanterie a depășit toate dificultățile și până la sfârșitul zilei a avansat până în apropierea orașului Bayeux. Cu excepția canadienilor de pe plaja Juno, nicio divizie nu a ajuns mai aproape de obiectivele ordonate ca Divizia a 50-a.
Comandoul nr. 47 a fost ultimul comandou britanic care a debarcat pe plaja Gold, la est de Le Hamel. Sarcina lor era aceea de a înainta rapid în interiorul teritoriului, după care să schimbe brusc direcția de avansare către vest și, după un marș de 16 kilometri prin teritoriul controlat de inamic, să atace din spate micul port maritim Port en Bessin. Acest port, aflat la extremitatea dreaptă a frontului britanic, era foarte bine apărat din punct de vedere natural de faleze calcaroase și era important deoarece, odată cucerit, ar fi fost primul port adevărat care să fie folosit pentru aprovizionarea trupelor, inclusiv cu combustibil descărcat, din vasele ancorate în larg, prin conducte submarine. 

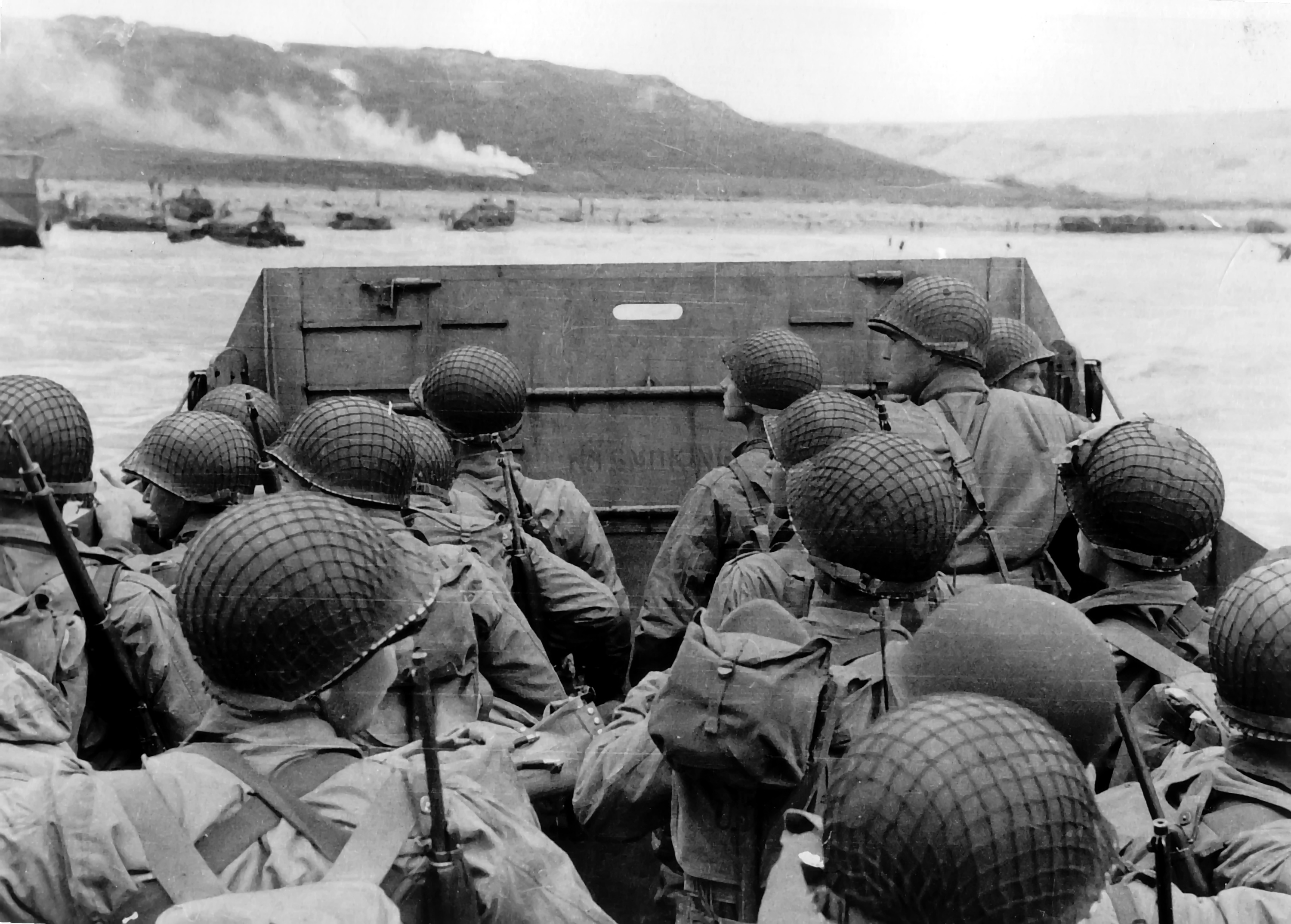
Soldații americani îmbarcați pe un vas de desant se apropie de plaja Omaha pe 6 iunie 1944.

### Plaja Omaha
Pe plaja Omaha s-a desfășurat cea mai sângeroasă debarcare a Zilei Z. Soldații Diviziilor I și a 29-a de infanterie au luptat cu veteranii din Divizia a 352-a de infanterie germană, una dintre cele mai bine instruite dintre cele care asigurau apărarea Zidului Atlanticului. Spionajul aliat nu a reușit să afle că Divizia a 716-a de infanterie (statică), o grupare relativ slab instruită, a fost înlocuită cu Divizia a 352-a cu doar câteva zile mai înainte de declanșarea invaziei. Plaja Omaha era cea mai puternic fortificată plajă, iar bombardamentele aeriene și navale care au precedat debarcarea au fost total ineficiente. În sectorul răsăritean, 27 din cele 32 de tancuri Sherman amfibii lansate la apă nu au mai atins niciodată plajele. Echipajele acestor blindate nu primiseră ordinul să debarce direct pe plajă. În sectorul de vest, tancurile amfibii au debarcat direct pe uscat, dar au suferit pierderi grele pricinuite de artileria germană. După cum a fost scris în raportul oficial, la numai zece minute după ce rampele vaselor de debarcare au fost coborâte, primele companii au fost decimate, au rămas fără conducători și nu au mai fost capabile de acțiune, practic toți ofițerii și subofițerii fiind uciși sau răniți. Pe plaja Omaha au căzut la datorie peste 2.400 de soldați aliați, în special în primele ore ale atacului. Dacă la nivel superior planificatorii militari luau în considerare abandonarea atacului, pe plajă s-au format ad hoc mici grupuri, care au reușit în cele din urmă să cucerească plaja și au început să înainteze în adâncimea teritoriului. 

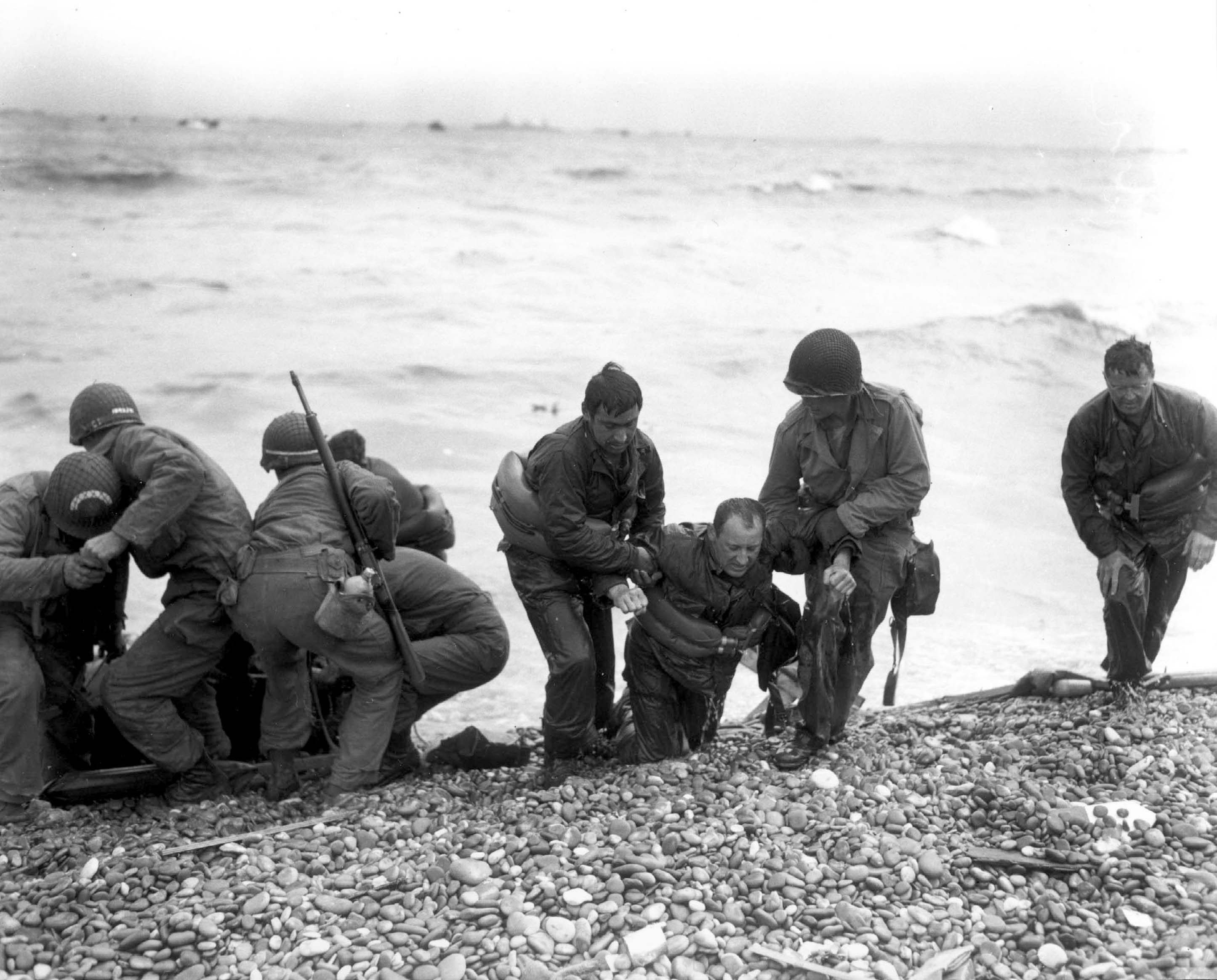
Supraviețuitorii unui vas de debarcare scufundat se îndreaptă cu greu spre plaja Omaha.

### Pointe du Hoc
Cele șase cazemate de la Pointe du Hoc, cu acoperiș masiv de beton armat, unde se credea că sunt adăpostite tunuri de 155 mm, au fost obiectivul Regimentului al 2-lea american de asalt. Sarcina lor era să escaladeze sub focul inamicului, pe frânghii și scări, faleza înaltă de 30 de metri și să distrugă tunurile care ar fi ținut sub control întreaga plajă Omaha. Comandanții americani nu aflaseră însă că tunurile fuseseră mutate mai înainte de declanșarea atacului. Oricum, fortificațiile de pe plajă rămăseseră obiective extrem de importante, de vreme ce un simplu observator de artilerie ar fi putut regla cu ușurință tirul tunurilor germane aflate pe alte amplasamente. Atacul americanilor a fost în cele din urmă încununat cu succes, dar la sfârșitul a două zile de lupte pierduseră 60% din efective.

### Plaja Utah
Pierderile de pe plaja Utah, cea mai vestică dintre toate zonele de debarcare, au fost cele mai scăzute dintre toate regiunile de desantare, adică 197 din aproximativ 23.000 de oameni. Divizia a 4-a de infanterie care a debarcat pe Plaja Utah s-a aflat într-o poziție greșită, datorită unui puternic curent marin care le-a împins vasele de debarcare spre sud-est. În loc să debarce în sectoarele „Tare Green” și „Uncle Red”, ei au ajuns în „sectorul Victor”, care era slab apărat. De aceea, germanii au opus o rezistență redusă. Divizia a 4-a a fost capabilă să înainteze relativ ușor spre interior, spre zonele cucerite de regimentele de infanterie parașutată nr. 502 și 506 și Divizia a 101-a aeropurtată. Acest succes a fost datorat în parte unei greșeli de parașutare. Despre deriva de la curs a vaselor de debarcare se povestește că generalul de brigadă Theodore Roosevelt Jr., adjunctul comandantului Diviziei a 4-a, ar fi spus: „We'll start the war from right here” (Vom începe războiul chiar de aici). Până seara, Divizia a 4-a a reușit să facă joncțiunea cu elementele Diviziei a 101-a. Pierderile americanilor au fost scăzute, iar trupele au înaintat mai rapid chiar decât fusese planificat, ceea ce era echivalent cu un succes.

## Perioada imediată după debarcări

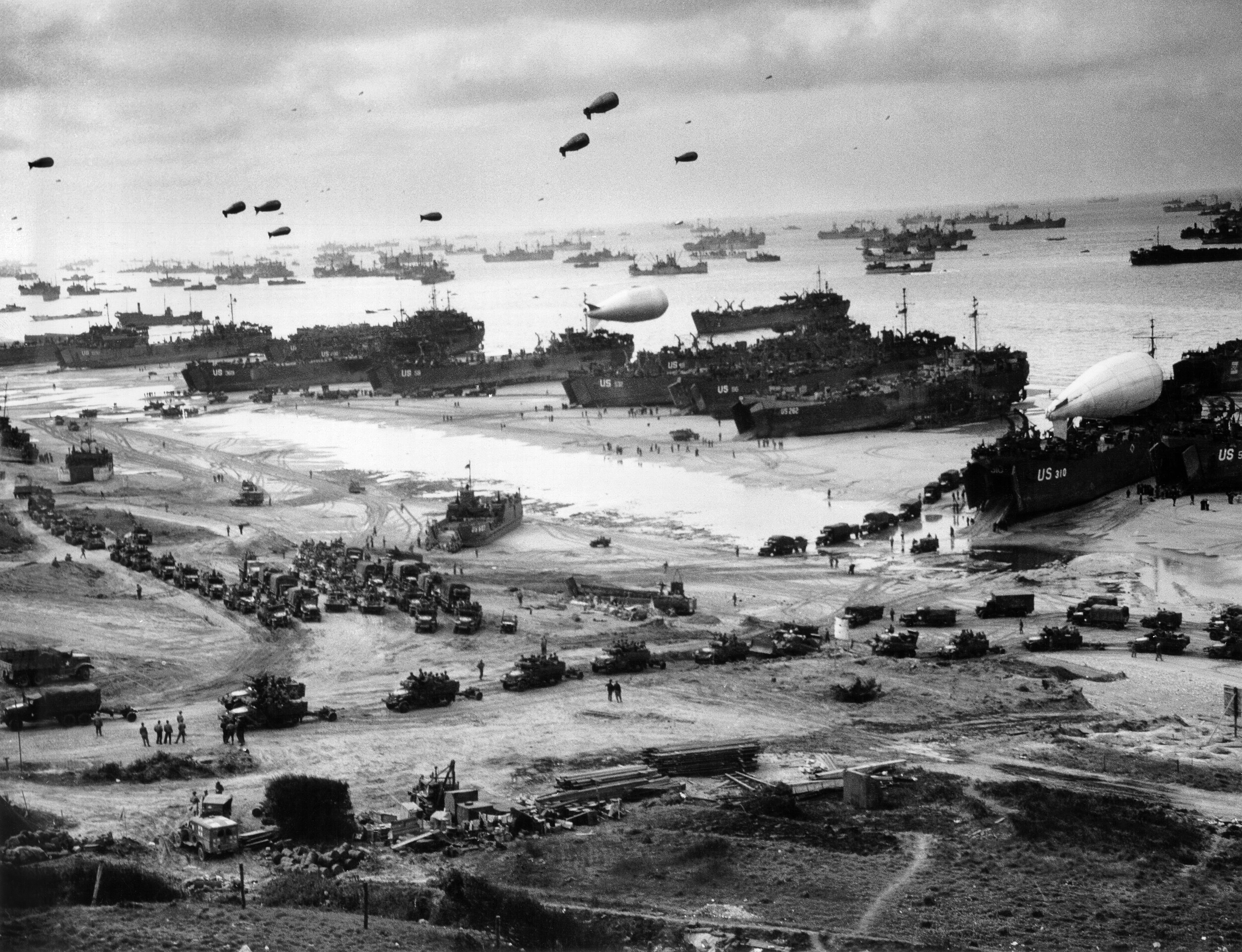
Debarcarea proviziilor în Normandia

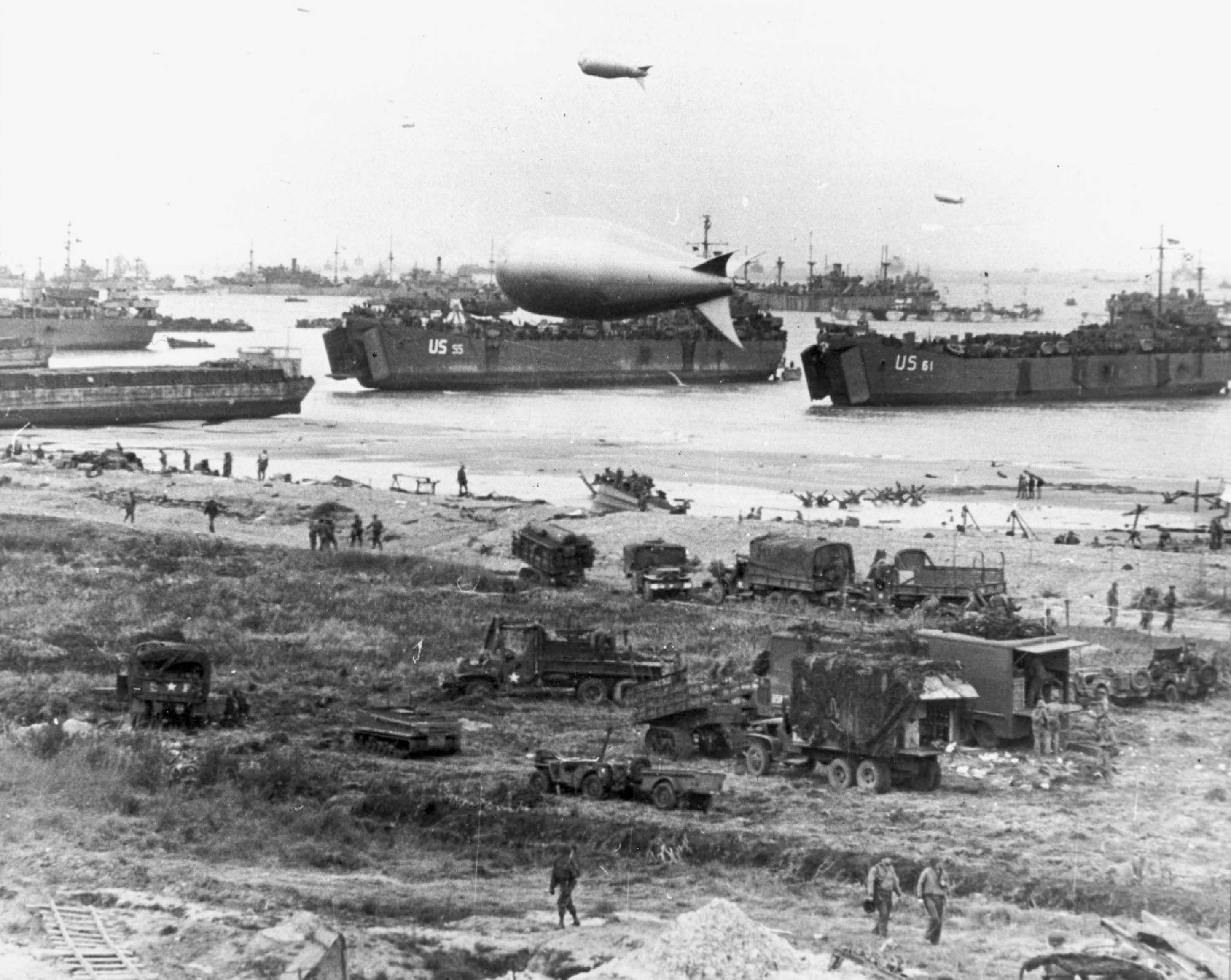
Debarcarea proviziilor pe o plajă din Normandia, 6 iunie 1944

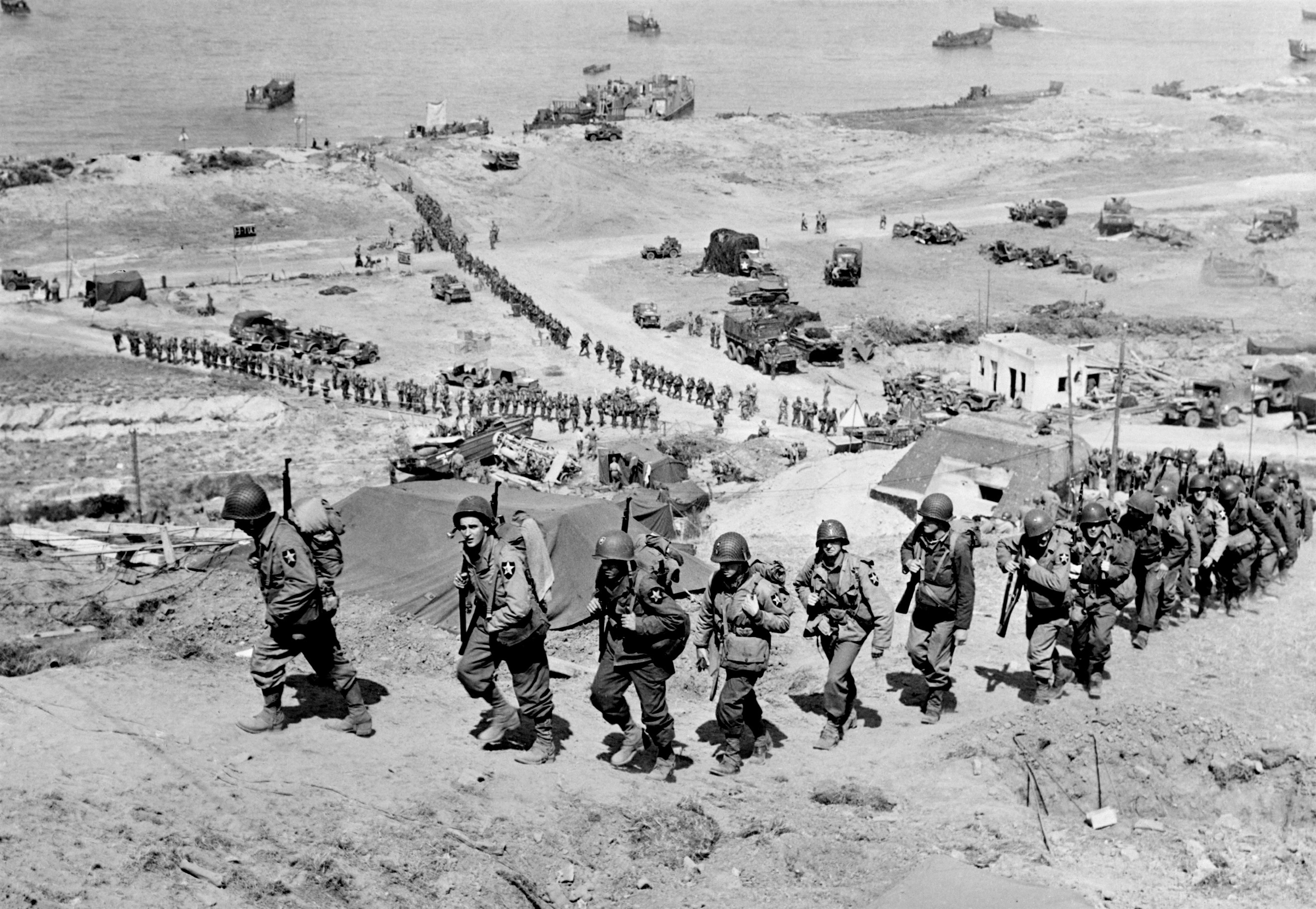
Întărirea capului de pod de pe plaja Omaha: trupele de rezervă și proviziile se deplasează spre interiorul teritoriului

Imediat ce capetele de pod au fost stabilite, în regiune au fost remorcate prin Canalul Mânecii părțile componente a două porturi prefabricate „Mulberry”. Porturile au devenit operaționale în ziua Z+3 (9 iunie). Unul dintre aceste porturi a fost asamblat de britanici la Arromanches, iar celălalt a fost asamblat de americani în dreptul plajei Omaha. Până pe 19 iunie, când furtunile puternice au întrerupt livrările proviziilor pentru câteva zile și au distrus portul Omaha, britanicii au debarcat 314.547 soldați, 54.000 de vehicule și 102.000 de tone de provizii, în vreme ce americanii au debarcat 314.504 oameni, 41.000 de vehicule și 116.000 de tone de provizii. În portul Arromanches, până la sfârșitul lunii august, au fost debarcate câte 9.000 de tone de materiale diferite zilnic. După această dată, portul Cherbourg a fost cucerit și pus în funcțiune de aliați și a preluat sarcina debarcării proviziilor și trupelor de sprijin.
Apărătorii germani de pe plaje au opus o rezistență relativ redusă, fiind în general soldați slab pregătiți și dotați cu mijloace de transport și echipament de luptă. În plus, apărătorii au fost supuși unor bombardamente aeriene și navale puternice și îndelungate. Divizia a 352-a de infanterie, mutată de Rommel pe Zidul Atlanticului de la Saint-Lô, a fost o excepție. Tenacitatea apărătorilor germani și eșecul spionajului aliat au dus la pierderile uriașe de pe plaja Omaha. Unii dintre comandanții germani au întârziat câteva ore emiterea unor ordine pertinente, așteptând rapoarte care să confirme o debarcare reală, nu una de diversiune. Dificultățile de comunicație au înrăutățit situația germanilor, cărora le lipseau câțiva dintre cei mai importanți comandanți, care nu erau la post în Ziua Z. Împrăștierea mare a parașutiștilor americani s-a adăugat confuziei germane, aceștia primind rapoarte despre prezența inamicului în tot nordul Normandiei.
În ciuda tuturor greutăților, Divizia a 21-a Panzer a organizat un contraatac pe 6 iunie, între plajele Sword și Juno, care aproape că a atins malurile Atlanticului. Rezistența îndârjită a soldaților aliați, care foloseau cel mai modern armament antitanc, ca și teama tanchiștilor germani de a nu fi separați de camarazii lor, i-a făcut să se retragă mai înainte de terminarea zilei. Se pare că un alt factor în luarea deciziei de retragere a fost priveliștea valurilor de avioane de transport, care transportau parașutiști spre noi zone de lansare.
Planurile atacului aliat prevedeau cucerirea orașelor Carentan, Saint-Lô, Caen și Bayeux încă din prima zi și formarea unui front comun al plajelor (cu excepția Utah și Sword), aflat la aproximativ 16 kilometri de zonele de debarcare. Nici unul dintre obiectivele primei zile nu a fost atins. Cu toate acestea, trebuie spus că pierderile primei zile nu au fost atât de grele pe cât se așteptaseră planificatorii aliați (cam 10.000 de soldați, de două ori mai puțin față de estimarea lui Churchill), iar toate contraatacurile germane fuseseră respinse.
Divizia a 12-a Panzer Hitlerjugend a atacat pozițiile canadiene pe 7 și 8 iunie, provocându-le pierderi grele soldaților aliați, dar nu au reușit să le străpungă liniile. Până în cele din urmă, s-a făcut joncțiunea între plaje: Sword pe 7 iunie, Omaha pe 10 iunie, Utah pe 13 iunie. Aliații au reușit să aducă în zonă trupe proaspete și provizii mai repede decât au reușit germanii. Deși toate întăririle aliate trebuiau debarcate pe plaje și de aici transportate în interiorul regiunii, superioritatea aeriană a aliaților și distrugerea sistemului de căi ferate francez au încetinit foarte mult transportul trupelor germane și al proviziilor lor.

### Cherbourg
În partea occidentală a zonei aliate de debarcare, trupele americane trebuiau să ocupe Peninsula Contentin și portul Cherbourg, care ar fi asigurat aliaților un port cu ape adânci. Ținutul din vecinătatea plajelor Utah și Omaha era cunoscut sub numele de bocage: o zonă înțelenită, cu rânduri de diguri vechi despărțitoare ale fermelor, plantate cu tufișuri late de până la trei metri, lungi de 100 – 200 de metri, care împiedicau acțiunea tancurilor și stânjeneau recunoașterea vizuală, ceea ce le permitea germanilor stabilirea unor poziții ideale pentru apărare. Infanteria americană a făcut puține progrese și a avut pierderi foarte mari în încercarea lor de îndeplinire a obiectivelor ordonate. În ajutorul infanteriștilor au fost chemate de mai multe ori trupele de parașutiști, care să ajute la sprijinirea ofensivei. Peninsula Cotentin a fost complet cucerită doar pe 18 iunie. Cherbourgul a capitulat pe 26 iunie, dar germanii au reușit până în acest moment să distrugă cele mai importante instalații portuare. Portul a fost repus în funcțiune de aliați doar la mijlocul lunii august.

### Caen
Apreciind că ocuparea Caenului este „crucială” pentru victorie, Montgomery a declanșat o serie de atacuri de uzură pentru cucerirea localității. Primul atac a fost Operațiunea Perch (Oiștea), prin care s-a încercat darea peste cap a flancului german la Villers-Bocage, care a fost încheiată cu bătălia de la Villers-Bocage, pierdută de aliați. După o amânare cauzată de dificultățile de aprovizionare generate de vremea nefavorabilă (17 – 23 iunie), aliații au respins contraatacul german (de organizarea căruia, serviciile de spionaj aliate aflaseră prin decriptarea prin programul Ultra a mesajelor transmise de germani). Caenul a fost bombardat puternic și luat cu asalt între 7 – 9 iulie. Între 18 - 21 iulie, o nouă ofensivă a trei divizii de blindate britanice a dus la eliminarea ultimelor focare de rezistență din Caen și din împrejurimi. Luptele au continuat între 25 – 28 iulie pentru extinderea zonei controlate de aliați, lupte la care au participat în principal trupele canadiene.

### Străpungerea liniilor germane prin atacuri declanșate de pe capetele de pod din Normandia
Montgomery concepuse o strategie prin care se urmărea ușurarea declanșării atacurilor aliaților aflați în regiunea vestică a plajelor de debarcare, prin atragerea rezervelor germane către zona de est a teatrului de luptă. S-a ajuns astfel ca germanii să deplaseze în zona britanică și canadiană șase divizii și jumătate de tancuri, iar în zona de atac american doar o divizie și jumătate de Panzere. Strategia aceasta s-a dovedit un succes, prin declanșarea Operațiunii Cobra, lansată pe 24 iulie. Armata I americană a reușit astfel să străpungă liniile germane și să ajungă pe 28 iulie la capul de vest al Peninsulei Cotentin, la Coutances.

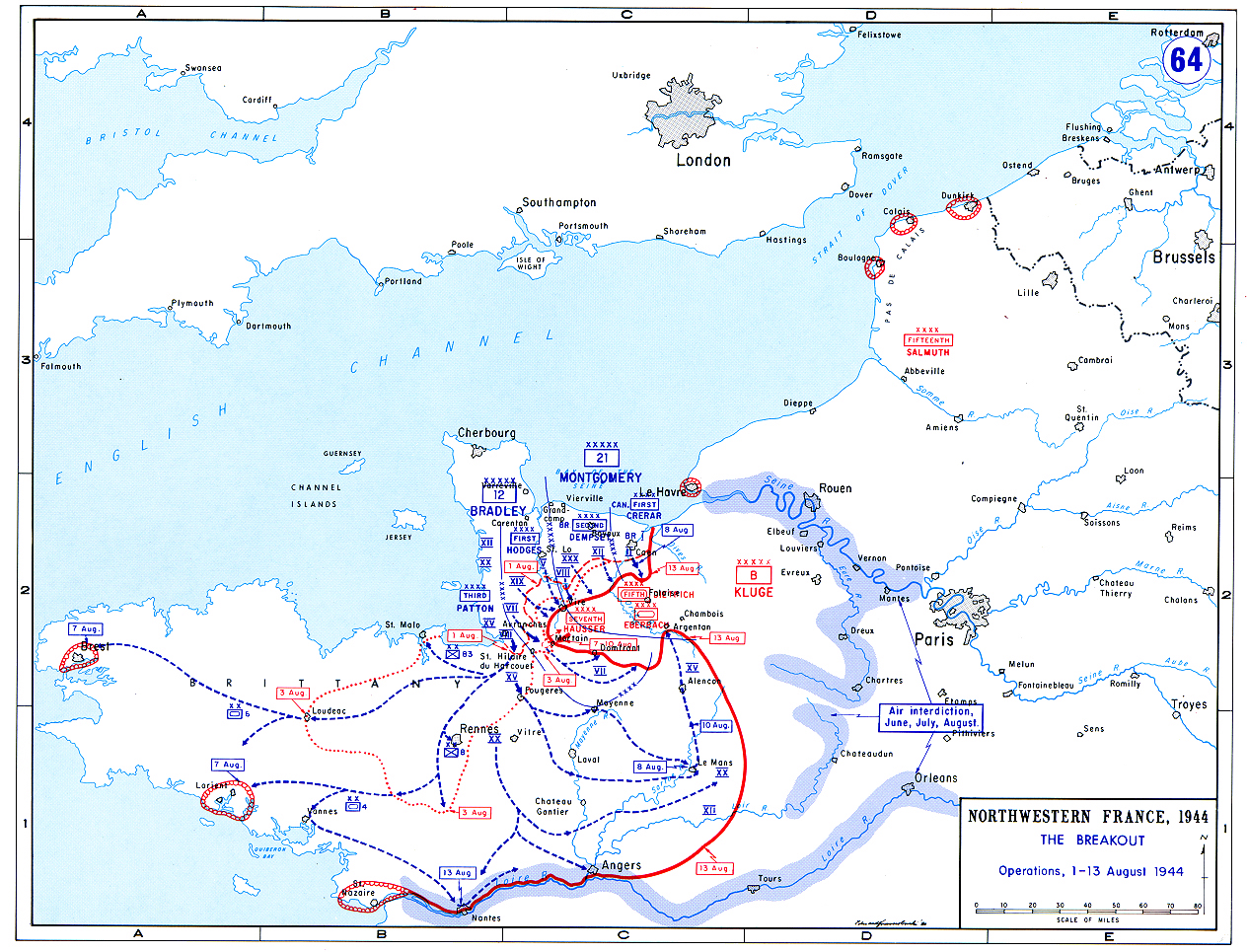
Hartă a străpungerii liniilor germane de către atacul aliat pornit de pe capetele de pod din Normandia

Pe 1 august, pe teatrul de luptă a intrat Armata a 3-a americană în frunte cu generalul George S. Patton. Montgomery a schimbat planul de luptă, detașând doar un corp de armată care să ocupe Bretania, izolând trupele germane într-o enclavă în jurul porturilor din regiune. Armata a 3-a americană a declanșat un atac spre sud, iar Armata I americană a depășit frontul german pe flancul lor vestic. Împotriva marii concentrări de forțe germane de la sud de Caen, Montgomery a transferat blindatele britanice spre vest și a lansat Operațiunea Bluecoat (30 iulie – 7 august), pentru a crește presiunea exercitată de americani. Atacurile aliate din regiune i-au împins pe germani mai spre vest, ceea ce a permis declanșarea unei noi operațiuni ofensive pe 7 august, dinspre Caen spre sud – Operațiunea Totalize.

### Punga de la Falaise
La începutul lunii august, dându-și seama că aliații nu vor efectua mult așteptata debarcare lângă Calais, germanii au adus în regiune tot mai multe rezerve. Cum forțele germane fuseseră încercuite în sud, înaltul comandament nazist a încercat să le despresoare folosindu-se de atacul forțelor germane din regiunea Calaisului, ceea ce ar fi permis o retragere generală și organizată spre Sena. Planurile generalilor germani au fost anulate de Hitler, care a cerut organizarea unui atac la Mortain, în partea de vest a pungii în care se aflau forțele germane încercuite. Atacul german declanșat pe 7 august a fost respins de aliați, care beneficiaseră din nou de informații obținute prin sistemul Ultra. Planul aliat original prevedea o încercuire largă pe valea râului Loara. Generalul Bradley și-a dat seama însă că foarte multe unități germane sunt incapabile să execute manevre ample, comandantul american cerând și primind permisiunea de a executa o „mișcare-cârlig” scurtă pentru încercuirea mai strânsă a germanilor. Pentru executarea acestui atac a fost desemnat generalul Patton, ale cărui trupe au înaintat aproape fără opoziție prin Normandia, prin Le Mans, după care au continuat spre nord, spre Alençon. Germanii au fost încercuiți într-o pungă lângă Chambois. Rezistența puternică a germanilor și plecarea unei părți a americanilor spre Mantens, pe Sena, au făcut ca încercuirea să fie încheiată doar pe 21 august. În pungă au rămas 50.000 de soldați germani. Dacă generalul Patton nu ar fi părăsit încercuirea pentru a acționa la Mantens, în pungă ar fi fost prinși mult mai mulți germani. În schimb, americanii au împiedicat inamicul să stabilească o linie defensivă puternică pe Sena, ceea ce le-a permis canadienilor și britanicilor să-și atingă obiectivele stabilite de Mongomery mai rapid și mai ușor decât se prevăzuse.
La scurtă vreme a urmat eliberarea Parisului. Rezistența Franceză din Paris s-a ridicat împotriva ocupantului pe 19 august, iar Divizia a 2-a blindată franceză și Divizia a 4-a de infanterie americană au forțat înaintarea spre capitala Franței. Generalul Philippe Leclerc a primit capitularea germanilor din regiunea pariziană pe 25 august, consfințind eliberarea Parisului.

## Tabel cronologic
- mai – invazia a fost programată inițial pentru luna mai, dar dificultățile legate de concentrarea navelor de debarcare au făcut ca operațiunea să fie amânată pentru iunie.
- 6 iunie – Divizia a 6-a aeropurtată britanică (Operațiunea Tonga), Divizia a 82-a aeropurtată americană (Misiunea Boston) și Divizia a 101-a aeropurtată americană (Misunea Albany) au fost parașutate în Normandia.
- 6 iunie – au început debarcările amfibii (Operațiunea Neptun)
- 7-17 iunie – Divizia a 6-a aeropurtată britanică a respins atacurile germane de pe flancul estic al zonei de invazie.
- 12 iunie – Divizia a 101-a aeropurtată americană a capturat Carentanul
- 13 iunie – Divizia a 17-a SS Panzer a contraatacat în sectorul Diviziei a 101-a americane, la sud-vest de Carentan; divizia a 2-a blindată americană a venit în ajutorul parașutiștilor respingând atacul. Tancurile britanice au declanșat Bătălia de la Villers-Bocage.
- 25–29 iunie – a fost declanșată Operațiunea Epsom, o ofensivă spre vestul Caenului, care este respinsă de germani.
- 7 iulie – este eliberat Caenul.
- 17 iulie – Erwin Rommel este grav rănit în timpul unui atac aerian.
- 18–20 iulie – este inițiată Operațiunea Goodwood.
- 24 iulie – este declanșată Operațiunea Cobra cu un atac lângă Saint-Lô.
- 3–9 august – începe Operațiunea Totalize, o capcană pentru capturarea retragerii blindatelor germane din punga de la Falaise.
- 25 august – este eliberat Parisul.

## Considerații politice
Debarcările din Normandia au fost multă vreme umbrite de numeroase manevre politice printre aliați. Au existat numeroase neînțelegeri cu privire la momentul declanșării operațiunii, numirea comandanților, și asupra locației în care avea să se desfășoare desantarea. Deschiderea celui de-al doilea front a fost îndelung amânată și a fost sursă generatoare de tensiuni între aliați. Stalin exercita presiuni asupra aliaților pentru deschiderea unui al doilea front încă din 1942, dar Churchill a preferat atacurile din Africa de nord și din Italia. Numirea lui Bernard Montgomery nu a fost pe placul unora dintre americani, Harold Alexander fiind preferatul acestora pentru funcția de comandant al forțelor terestre. În schimb, Montgomery avea îndoieli în legătură cu numirea lui Dwight D. Eisenhower în funcția de comandant suprem. În cele din urmă, Montgomery și Eisenhower au cooperat excelent în campania din Normandia, iar neînțelegerile devenite cunoscute au apărut mult mai târziu.
Normandia prezenta probleme logistice serioase, una dintre acestea fiind aceea că singurul port important din zonă, Cherbourg, era foarte bine apărat, iar între eșaloanele de vârf ale comenzii s-au auzit numeroase voci care să susțină o debarcare Pas de Calais.

## Sfârșitul campaniei
Istoricii dau mai multe date pentru încheierea campaniei din Normandia: ziua de 24 iulie 1944, în care a fost declanșată Operațiunea Cobra pe frontul american, 19 august, când armatele aliate au atins aliniamentul Senei, sau 25 august, data eliberării Parisului. Planurile originale ale Operțiunii Overlord anticipaseră o campanie de 90 de zile, având ca obiectiv atingerea aliniamentului Senei. Acest obiectiv a fost atins mai rapid decât s-a planificat. Americanii au reușit să termine acțiunile pe frontul repartizat lor mult mai rapid, prin executarea cu succes a Operațiunii Cobra.
Istoricii americani denumesc luptele începute pe 25 iulie „Campania din nordul Franței” și includ în această campanie și luptele pentru închiderea pungii de la Falaise, pe care britanicii, canadienii și polonezii le consideră parte a Bătăliei pentru Normandia. 
Cartierul General al Forțelor Expediționare Aliate (SHAEF) din Londra și guvernele aliate au fost foarte nemulțumite de încetineala cu care s-a desfășurat înaintarea în fazele de început ale campaniei. Lipsa unor progrese rapide a fost pusă pe seama naturii terenului în cadrul căruia se desfășura atacul în sectoarele american și britanic (bocage – mici ferme despărțite de maluri înalte de pământ, pe care erau plantați arbuști). În ciuda oricăror critici, Montgomery a rămas credincios strategiei sale de luptă de uzură, atingând obiectivele programate la sfârșitul celor 90 de zile de campanie. Victoria din campania din Normandia a fost urmată de o urmărire a trupelor germane în retragere spre frontierele franceze. Germanii au fost obligați să întărească frontul de vest cu resurse luate de pe cel de răsărit sau de pe cel din Italia.

## Evaluare bătăliei

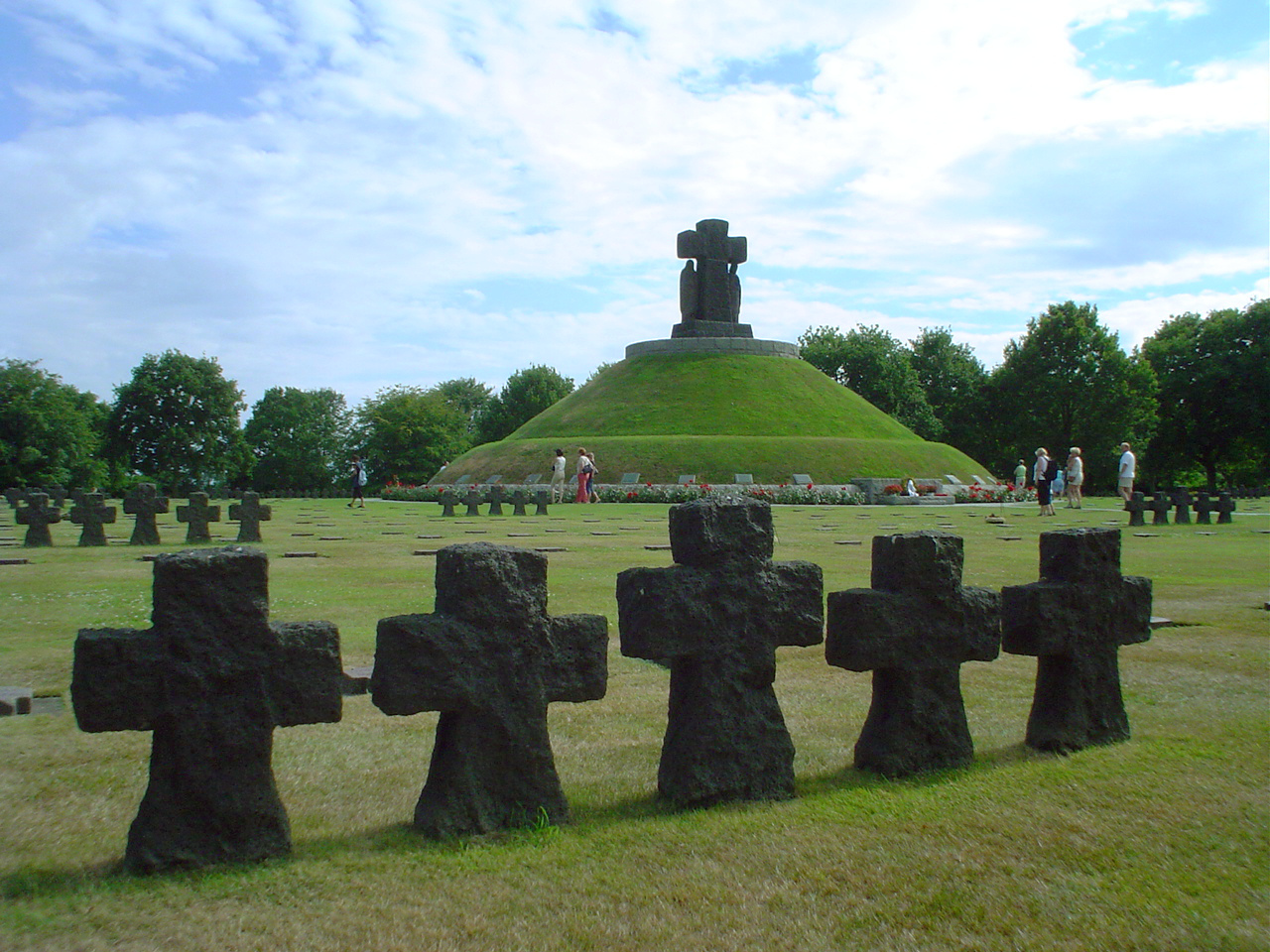
Cimitirul militar german de la La Cambe German.

Debarcările din Normandia au fost primele operațiuni militare de acest tip de peste Canalul Mânecii care s-au încheiat cu succes în timp de război. Deși aliații au pierdut un mare număr de oameni în primele faze ale debarcării, odată ajunși pe plaje, ei au reușit să producă o serie de înfrângeri, care a dus în final la pierderea poziției dominante a Germaniei în Franța și formarea unui al doilea front important. Până în septembrie, cele șapte armate aliate (dintre care două erau venite din sudul Franței prin Operațiunea Dragon), s-au apropiat de granițele Germaniei. La obținerea acestei victorii au contribuit nu numai calitatea și cantitatea materialelor folosite în timpul debarcării, dar în egală măsură și operațiunile de diversiune și acțiunile serviciilor de spionaj. Amplasarea trupelor germane și calitatea conducerii au lăsat de dorit, spre deosebire de dârzenia și vitejia arătate la nivelul unităților și comandanților de nivel inferior, implicați direct în lupte. În condițiile mai largi ale luptelor din Europa, debarcările din Normandia au ajutat Armata Roșie pe frontul de răsărit, prin scăderea rezistenței germanilor în fața presiunii sovieticilor, toate aceste eforturi ducând la scurtarea războiului și la victoria aliată.

### Logistica, spionajul, moralul și puterea aeriană a Aliaților
Victoria din Normandia a fost favorizată de o serie de factori. Aliații și-au asigurat superioritatea materială în punctele critice prin inovații precum conductele submarine (PLUTO) și porturile prefabricate (Mulberry). Aceste inovații au permis desfășurarea unui flux continuu de oameni și materiale, care a depășit chiar și cele mai optimiste previziuni ale planificatorilor aliați, chiar și după distrugerea de către furtunile din mijlocul lunii iunie a unuia dintre porturile prefabricate. Până la sfârșitul lunii iulie 1944, pe plajele din Normandia debarcaseră peste un milion de soldați americani, britanici, canadieni, francezi și polonezi, sute de mii de vehicule și provizii din toate categoriile. Deși s-a manifestat la un moment dat o lipsă a muniției de artilerie, aliații nu au intrat în niciun moment într-o criză de apovizionare care să le zădărnicească ofensiva. O asemenea realizare logistică este cu atât mai remarcabilă cu cât aprovizionarea trupelor s-a făcut aproape exclusiv prin porturile prefabricate și peste plajele neamenajate până la cucerirea și punerea în funcțiune a portului Cherbourg. În timpul campaniei din Normandia, aliații s-au bucurat de o superioritate considerabilă în trupe (aproximativ 3,5:1) și vehicule blindate (aproximativ 4:1), ceea ce a dus la depășirea avantajelor germane ale fortificațiilor și terenului.
Serviciile aliate de spionaj și contraspionaj au avut succese care au depășit așteptările. Operațiunile de diversiune au menținut atenția germanilor îndreptată spre Pas-de-Calais, aici fiind concentrate cele mai bine instruite și mai bine dotate unități germane. Până în iulie, germanii au considerat că debarcarea din Normandia este doar o diversiune, principalul atac urmând să fie dat la Pas-de-Calais. Mai înainte de declanșarea invaziei, puținele zboruri de recunoaștere, care au „reușit” să zboare deasupra Angliei, au fost cele care au fotografiat „taberele militare” din placaj și „tancurile”, „avioanele” și „piesele de artilerie” gonflabile. Decriptarea comunicațiilor germane a permis respingerea unor contraatacuri germane așa cum a fost cel de la Mortain.
Operațiunile aeriene aliate au contribuit în mod semnificativ la succesul campaniei prin sprijinul tactic al trupelor terestre, prin respingerea a aproape tuturor intervențiilor Luftwaffe și prin controlul liniilor de comunicație ale trupelor germane (prevenind concentrarea trupelor, transportul proviziilor și al marilor unități de blindate). Deși impactul atacurilor aeriene asupra vehiculelor blindate a fost mai scăzut decât se așteptaseră conducătorii aliați, atacurile neîntrerupte ale avioanelor aliate i-au intimidat pe tanchiștii germani și au împiedicat aprovizionarea lor corespunzătoare. „Bombardamentele-covor” efectuate de flota de bombardiere aliate asupra unor secțiuni critice ale frontului german au ajutat trupele terestre să străpungă defensiva inamică.
În ciuda pierderilor ridicate din primele faze ale debarcărilor, moralul aliaților a rămas ridicat. Pierderile umane au fost foarte ridicate, iar forțele Commonwealth au fost nevoite să creeze o nouă categorie care să descrie această situație – „Double Intense”. Pierderile omenești din această campanie au creat probleme armatelor britanice și canadiene pentru tot restul războiului. Britanicii au fost nevoiți să desființeze o întreagă divizie decimată în timpul luptelor, (a 59-a), și să treacă alte câteva la sarcini necombatante. Datorită pierderilor din campania din Normandia și a celor din Țările de Jos, Canada a început în noiembrie 1944 primele încorporări obligatorii pentru frontul european. 

#### Conducerea germană
Amplasarea greșită a trupelor germane și deciziile militare eronate ale conducerii de vârf naziste au ajutat aliații să-și îndeplinească obiectivele. Comandanții germani de la toate nivelurile nu au reacționat în timp util la primele faze ale atacului aliat. Problemele de comunicare au agravat problemele și dificultățile create de bombardamentele aeriene și navale ale aliaților. Numeroși comandanți locali s-au dovedit incapabili să conducă o defensivă agresivă în primele faze ale debarcărilor pe plaje, zădărnicind planurile lui Rommel. De exemplu, comandantul Diviziei a 352-a de infanterie germană nu a reușit să se folosească de dificultățile americanilor debarcați pe plaja Omaha, deplasându-și rezervele în alte sectoare ale frontului, mult mai puțin importante.
Înaltul comandament german a rămas în regiunea Calais, iar von Rundstedt nu a avut la început permisiunea să comande contraatacuri ale rezervei de blindate. Când i-a fost acordată această permisiune, rezultatele atacurilor Panzerelor au avut efecte scăzute, chiar și foarte puternica Divizie a 21-a Panzer, care a reușit să atace prima, a fost respinsă de rezistența îndârjită a trupelor aliate debarcate pe plaje. Soldații germani au luptat în general cu energia și priceperea care îi făcuse renumiți, cu câteva excepții. Unitățile de Panzere au fost supuse atacurilor paralizante ale aviației aliate, care le-a redus eficacitatea, dar au reușit câteva atacuri care au oferit o imagine a ceea ce ar fi putut face în condiții normale. În același timp, aliații au beneficiat de focul artileriei navale, care s-a dovedit în marea majoritate a cazurilor de o excepțională eficacitate. Per total, în ciuda superiorității materiale și aeriene, aliații au fost blocați pe micile capete de pod pentru aproape două luni de defensiva germană, care s-a folosit de factorii favorabili apărării, precum au fost caracteristicile terenului.
În ciuda unor controverse cunoscute, între diferiții comandanți aliați, strategia și tactica lor au fost hotărâte prin înțelegeri între cei mai importanți lideri militari. Prin contrast, conducerea germană lua hotărâri în funcție de directivele date de Hitler, care dădea indicații fără să cunoască multitudinea de condiții locale. Feldmareșalii von Rundstedt și Rommel i-au cerut în mod repetat lui Hitler o mult mai mare libertate de decizie, dar au fost refuzați. Von Rundstedt a fost înclocuit de la comandă pe 29 iunie, după ce acesta i-a spus pe șleau feldmareșalului Wilhelm Keitel (Șeful Cartierului General al Forțelor Armate): „Idioților, faceți pace!” Rommel a fost grav rănit în timpul unui atac aerian pe 16 iulie. Feldmareșalul von Kluge, care a preluat sarcinile atât ale lui von Rundstedt cât și ale lui Rommel, era compromis de asocierea cu unii complotiști care doriseră înlăturarea lui Hitler și nu s-a împotrivit niciunei hotărâri a lui Hitler. Din aceste motive, armatele germane din Normandia au fost puse într-un pericol de moarte de încăpățânarea lui Hitler, care dorea să contraatace, în loc să accepte o retragere strategică pe poziții fortificate din timp. Von Kluge a fost eliberat din funcție pe 15 august și s-a sinucis la scurtă vreme după aceea. Comanda a fost preluată de mult mai independentul feldmareșal Walter Model, în condițiile în care trupele germane erau deja într-o situație disperată.
Comandanții germani au avut de asemenea probleme datorită calității soldaților din subordine. 60.000 din cei 850.000 de soldați pe care îi avea von Rundstedt în subordine erau recrutați din rândurile prizonierilor de război capturați pe frontul de răsărit.. Aceste unități „răsăritene” erau formate din soldați care se oferiseră să lupte împotriva lui Stalin, dar au fost folosite pentru apărarea Franței împotriva Aliaților occidentali. Mulți dintre acești foști prizonieri s-au predat sau au dezertat cu prima ocazie.

#### Conducerea aliată
Despre întârzierea cu care aliații au cucerit Caenul s-a scris mult. Planurile făcute înainte de declanșarea invaziei nu au fost îndeplinite în cele mai multe cazuri în timpul campaniei. Comandantul forțelor terestre, generalul britanic Bernard Montgomery, a fost cel care a condus nemijlocit atacurile din Normandia. Concepția sa, conform căreia Caenul ar fi trebuit să fie un „pivot” în jurul căruia frontul trebuia „întors”, a fost corect, iar în timpul luptelor, trupele britanice și canadiene au trebuit să facă față grosului trupelor blindate germane. În timp ce americanii trebuiau să lupte cu doar câteva divizii blindate germane, propriile tancuri aveau o eficiență redusă datorată numeroaselor arme anti-tanc germane și terenului „bocage”. Terenul deschis de pe flancul atacat de britanici i-a făcut pe germani să-și amplaseze majoritatea blindatelor în acea regiune. În cele din urmă, această dispunere a trupelor germane a fost în favoarea aliaților atunci când s-a produs străpungerea apărării inamice, nu în est așa cum se temeau germanii, ci în vest, ca urmare a Operațiunii Cobra.

### Normandia și Frontul de răsărit

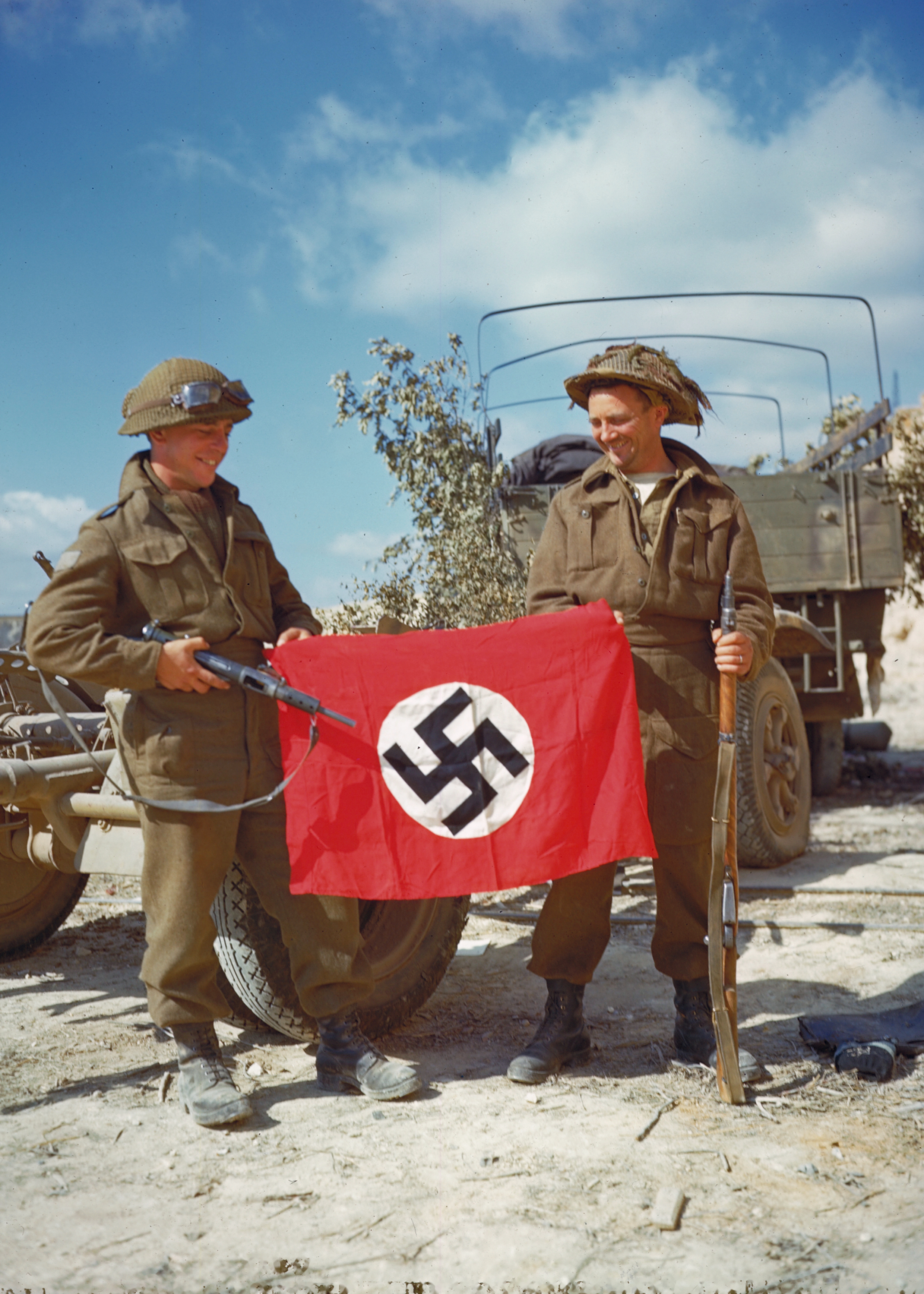
Soldați canadieni fotografiați cu drapelul nazist capturat în timpul luptelor din Normandia.

Debarcarea cu succes a trupelor aliate din Normandia a fost vitală pentru distrugerea armatelor germane din vestul Europei. În timpul Conferinței de la Teheran, Stalin a cerut Aliaților occidentali deschiderea unui al doilea front în Franța pentru ușurarea presiunii la care erau supuși sovieticii, promițând în schimb să declanșeze o ofensivă de proporții în mai. Condițiile meteo și problemele logistice au împiedicat declanșarea invaziei din Normandia până în iunie. Pe 6 iunie (Ziua Z), Armata Roșie încă mai pregătea declanșarea propriei ofensive (Operațiunea Bagration), prin care se încerca expulzarea germanilor de pe teritoriul sovietic.
Efectivele forțelor militare germane au ajuns la un vârf în timpul anului 1944. Pe frontul de est, se aflau 5.041 de tancuri (noiembrie) și 5.041 de avioane (decembrie) germane. Până la Ziua Z, 157 de divizii germane staționau în Uniunea Sovietică, 6 în Finlanda, 12 în Norvegia, 6 în Danemarca, 9 în Germania, 21 în Balcani, 26 în Italia și 59 în Franța, Belgia și Țările de Jos. Trebuie ținut cont însă, că unele dintre diviziile din răsărit aveau efectivele diminuate până la 50% în primăvara anului 1944.
Bătălia Atlanticului și ocuparea Franței și a altor țări vest-europene au abătut o parte a resurselor și a atenției germanilor de la frontul de răsărit. În felul acesta, sovieticii au fost ajutați chiar și în mod indirect. De exemplu, Hitler a hotărât întreruperea operațiunii ofensive de la Kursk pentru a se concentra pe salvarea lui Mussolini. Mii de avioane ale Luftwaffe au fost transferate din est în Germania, pentru a face față bombardamentelor aliate. Din acest motiv, sovieticii au câștigat cu mai mare ușurință supremația aeriană în est. Germanii au așteptat îndelung invazia aliată din vest, asigurând efective armate însemante și folosind o bună parte a efortului de război (oameni și materiale) pentru fortificarea și apărarea a sute de kilometri de plaje. Prin Directiva 51 din noiembrie 1943, Hitler decidea ca toate rutele de acces dinspre coasta Atlanticului spre Germania să fie fortificate și apărate, chiar cu costul slăbirii frontului de est. În plus, Hitler dorea cu tot dinadinsul să păstreze rampele de lansare a Armelor „V” din Belgia și din nordul Franței.
Hitler și-a menținut strategia „vestul mai întâi” și după debarcările din Normandia. Au fost făcute numeroase eforturi pentru stăvilirea dezvoltării zonelor deja cucerite de Aliați în Normandia. Odată cu creșterea intensității luptelor din Franța, Germania a trebuit să facă față anihilării întregului Grup de Armate Centru de pe frontul de răsărit. În ciuda acestui eșec, Hitler a hotărât redistribuirea unor forțe din răsărit pe frontul de vest, practică care a ajuns la apogeu în timpul Ofensivei din Ardeni.
După aprecierile unor comentatori și istorici militari, dominația sovietică asupra Europei Răsăritene s-ar fi putut extinde și asupra nordului și vestului continentului dacă nu ar fi avut loc debarcarea din Normandia. Această presupunere se bazează atât pe declarația lui Stalin, conform căreia puterea învingătoare introduce sistemul său politic până la limitele atinse de propria armată, cât și evoluției evenimentelor postbelice din Europa și Asia.. Practic, germanii au menținut un important dispozitiv militar in vest în absența acțiunilor militare ofensive occidentale.
După război, ministrul de externe nazist Joachim von Ribbentrop a declarat că principalele trei cauze ale înfrângerii Germaniei au fost: 

- Rezistența neașteptat de tenace a Uniunii Sovietice;
- Aprovizionarea URSS de către SUA prin programul Lend-Lease cu arme, muniții și materiale strategice;
- Cucerirea supremației aeriene de către Aliații occidentali.

## Memoriale de război și turism

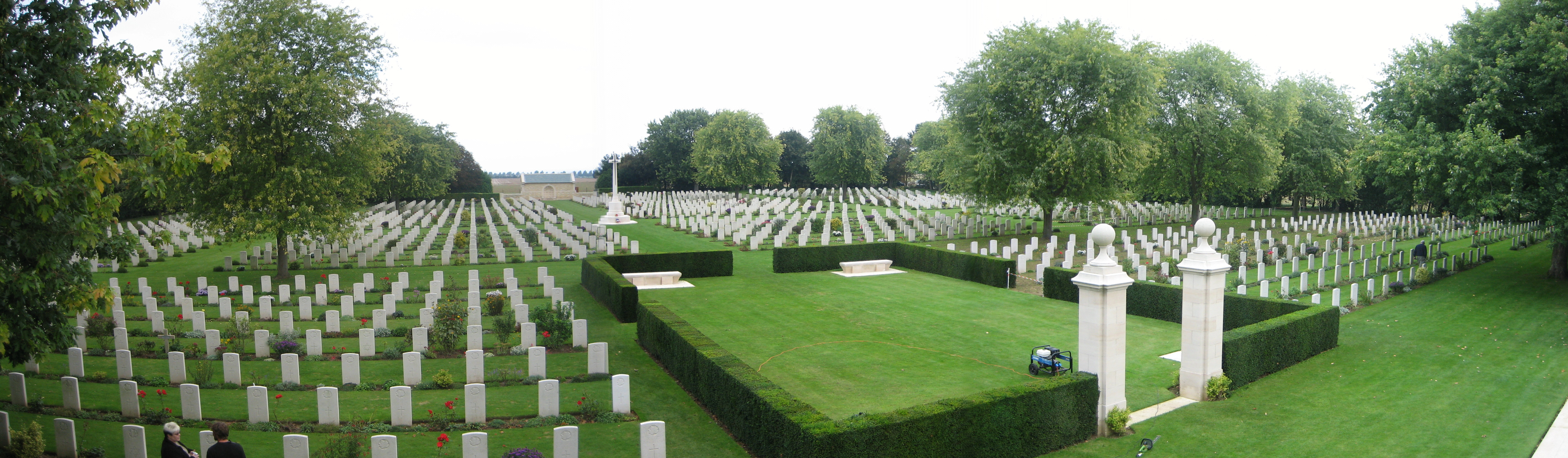
Cimitirul militar canadian de la Bény-sur-Mer.

Plajele din Normandia sunt încă denumite pe hărți și pe indicatoarele rutiere cu numele de cod din 1944. În regiune se află câteva cimitire militare vaste. În cimitirul și memorialul de război american din Colleville-sur-Mer sunt așezați la căpătâiul celor căzuți la datorie stâlpi din piatră albă, având dăltuită crucea creștină sau steaua lui David. Cimitirele luptătorilor Commonwealthului se întâlnesc în diverse localități, mormintele celor căzuți la datorie fiind însemnate cu numele eroului, însemnul religiei sale și al unității militare în care a luptat. Cel mai mare cimitir militar din Normandia este cel german din La Cambe, cu pietre funerare din granit și cruci de înălțime mică. În Normandia se află și un cimitir militar polonez.
Străzile din localitățile de lângă plajă mai poartă încă numele unităților care s-au distins în eliberarea lor, iar plăcile comemorative amintesc de evenimentele importante din timpul luptelor. În locul în care s-au desfășurat luptele cele mai grele, așa cum sunt Pointe du Hoc sau Podul Pegasus, se află plăci memoriale, sau mici muzee. La Arromanches, portul prefabricat Mulberry se află încă pe poziție. La Sainte-Mère-Église, de crucea bisericii din localitate atârnă un manechin-parașutist. Pe plaja Juno, guvernul canadian a construit „Juno Beach Information Centre”, pentru comemorarea unuia dintre cele mai importante evenimente ale istoriei militare naționale. În Caen se află un Muzeu al Păcii Arhivat în 19 februarie 2006, la Wayback Machine., dedicat nu atât unei anume bătălii, ci păcii în general.
În fiecare an pe 6 iunie, caricaturistul veteran al celui de-al doilea război mondial Charles M. Schulz (1922–2000) rezerva pagina destinată benzii desenate Peanuts pentru cinstirea camarazilor săi căzuți în luptele din Normandia.
În 1994, la a 50-a aniversare a debarcării, guvernul francez a emis o medalie comemorativă care-l înfățișează pe generalul Charles de Gaulle în fruntea trupelor franceze pe o plajă din Normandia.